# 阿根廷经济史

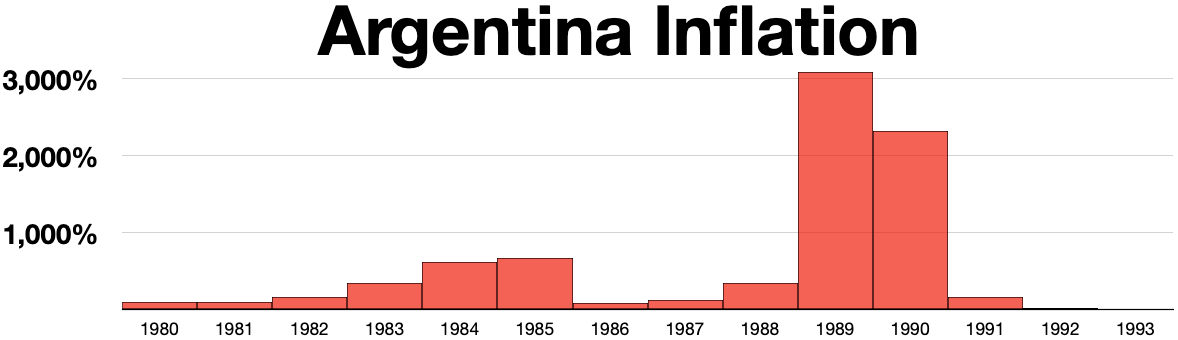
阿根廷通货膨胀率，1980年—1993年

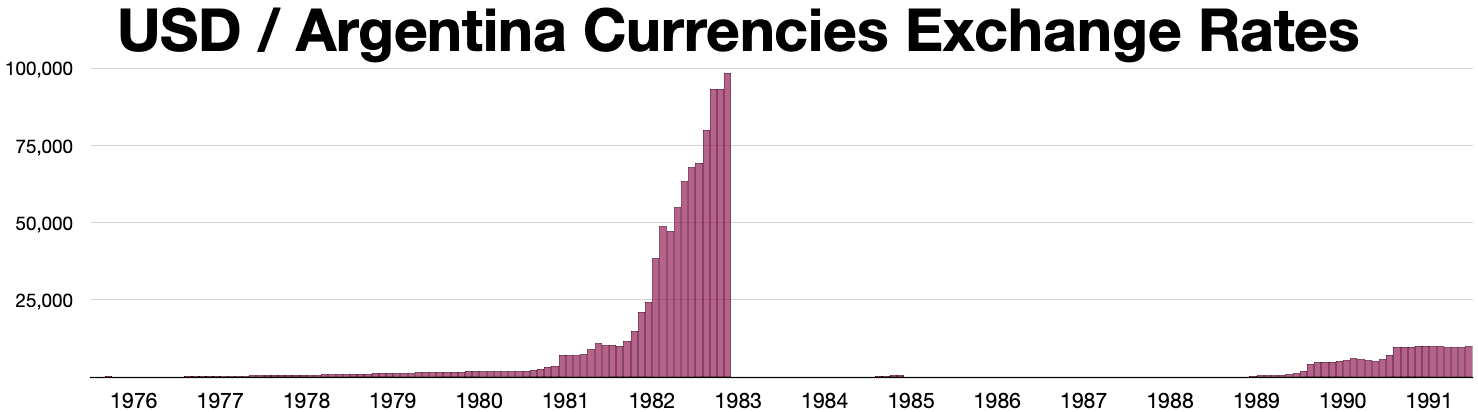
美元/阿根廷货币汇率

阿根廷人均GDP发展史

归功于“阿根廷悖论”，阿根廷经济史是在世界上最受研究的经济史之一。阿根廷这一国家在20世纪初取得了巨大发展，但经历了一次逆转，这激发了大量关于其衰退原因的文献和多样化的分析。 自1816年脱离西班牙独立，阿根廷已九次违约债务；其通货膨胀常常升至两位数，甚至高达5000%，导致多次大规模货币贬值。
由于拥有大量沃土，阿根廷在农业方面具有明显的比较优势。1860年至1930年期间，阿根廷对潘帕斯草原沃土的开发有力地推动了其经济增长。在20世纪的前三十年，阿根廷的人口、总收入和人均收入都超过了加拿大和澳大利亚。 到1913年，阿根廷位列世界上人均收入前十位的最富裕国家之一。
从1930年代开始，阿根廷经济明显恶化。导致这一衰退最重要的因素是1930年以来的政治动荡，当时阿根廷军政府掌权，结束了长达70年的文官宪政。从宏观经济角度来看，阿根廷在大萧条之前是最稳定和保守的国家之一，大萧条之后它变成了最不稳定的国家之一。 尽管如此，直到1962年，阿根廷的人均GDP仍高于奥地利、意大利、日本及其前殖民宗主国西班牙。 从1930年代到1970年代，历届政府都奉行进口替代政策以实现工业自给自足，但政府对工业增长的鼓励转移了农业生产的投资，导致农业生产急剧下降。 
阿根廷的进口替代时代于1976年结束，但与此同时，不断增长的政府开支、大幅增加的工资和低效率的生产导致了1980年代的慢性通货膨胀。1980年代末，阿根廷最后一届军政府所采取的措施也导致了巨额外债，相当于的四分之三。
1990年代初，阿根廷政府借由可兑换比索与美元挂钩来控制通货膨胀，并将众多国有企业私有化，同时用部分收益减少国家债务。然而，21世纪初的持续衰退最终导致违约，政府再次贬值了比索。到2005年，阿根廷的经济已经复苏，但该国在2014年和2020年再次违约。

## 殖民时代经济
在殖民时期，如今的阿根廷相对于西班牙帝国的其他地区（如墨西哥或秘鲁）经济优势较少，因此在西班牙殖民经济中处于边缘地位。阿根廷缺乏金或其他贵金属储藏，也没有成熟的本土文明以供实行监护征赋制。
在殖民时期，阿根廷仅有其现在领土的三分之二被占据，而剩余的三分之一是至今人烟稀少的巴塔哥尼亚沙漠。阿根廷农牧业部门的产出主要被生产者自身和当地小市场所消耗，直到18世纪末期才与对外贸易相联系。
16世纪至18世纪末期，阿根廷以相互独立且相距甚远的区域经济为特征，缺乏道路、海上或河流交通联系，同时还伴随着陆路运输的风险和艰辛。到18世纪末，随着阿根廷发展出了一个能够在其不同地区之间进行资本、劳动力和商品的往来的市场，在此之前一直缺乏而重要的国家经济开始逐渐形成。

## 独立后的过渡期
在独立后初期，阿根廷出口的重要部分来自牛羊生产。 阿根廷畜牧业经济以沿海地区肥沃的土地为基础。 相比于农作物种植，畜牧放牧似乎缺乏比较优势。
从1810年到1850年，阿根廷出口年增长率为4%到5%，从1850年到1870年，出口年增长率为7%到8%。 这种增长是通过扩大畜牧业生产边界和提高畜牧业生产效率实现的。 
由于市场和产品的多元化，阿根廷摆脱了单一农产品经济的陷阱，实现了长达60年的经济持续增长。纺织品价格下降和畜产品价格上涨的综合效应使贸易条件显着改善——按当地价格计算，在1810年至1825年间，阿根廷的贸易条件上涨了377%。 从胡安·曼努埃尔·德·罗萨斯到胡里奥·阿根廷·罗卡的几位阿根廷领导人发起了针对当地人的运动，以增加可用土地。
大多数贫穷的高乔人与附近最有势力的考迪罗联合了起来。作为联邦党，他们反对阿根廷政府实施的政策，并发动了阿根廷内战。

## 出口带动的繁荣
阿根廷在19世纪上半叶曾不起眼，但从1860年代至1930年一直保持着令人瞩目的增长，以至于人们期望它最终成为南美洲的美国。这种令人印象深刻且持续的经济表现是由农产品出口推动的。一项2018年的研究将1880年至1929年间的阿根廷描述为“超级出口国”，认为这一繁荣归功于较低的贸易成本和贸易自由化，以及阿根廷“向消费这些产品的不同欧美国家提供了多样化的一揽子产品”，并因此获益。该研究的结论称“阿根廷利用了多边开放的经济体系”。
在19世纪下半叶，阿根廷经历了古代罗马大地产制的激烈殖民过程。直到1875年，阿根廷仍需进口小麦，因为本地生产的数量不足以满足需求；到1903年，阿根廷已自给自足，并出口了75,270,503英制蒲式耳（2,737,491.8立方）的小麦，足以养活1600万人口。
在1870年代，阿根廷的实际工资约为英国的76%，这一数值在1910年代上升至96%。其人均GDP从1880年的美国水平的35%增长到1905年的约80%，接近法国、德国和加拿大的水平。

### 1870年—1890年

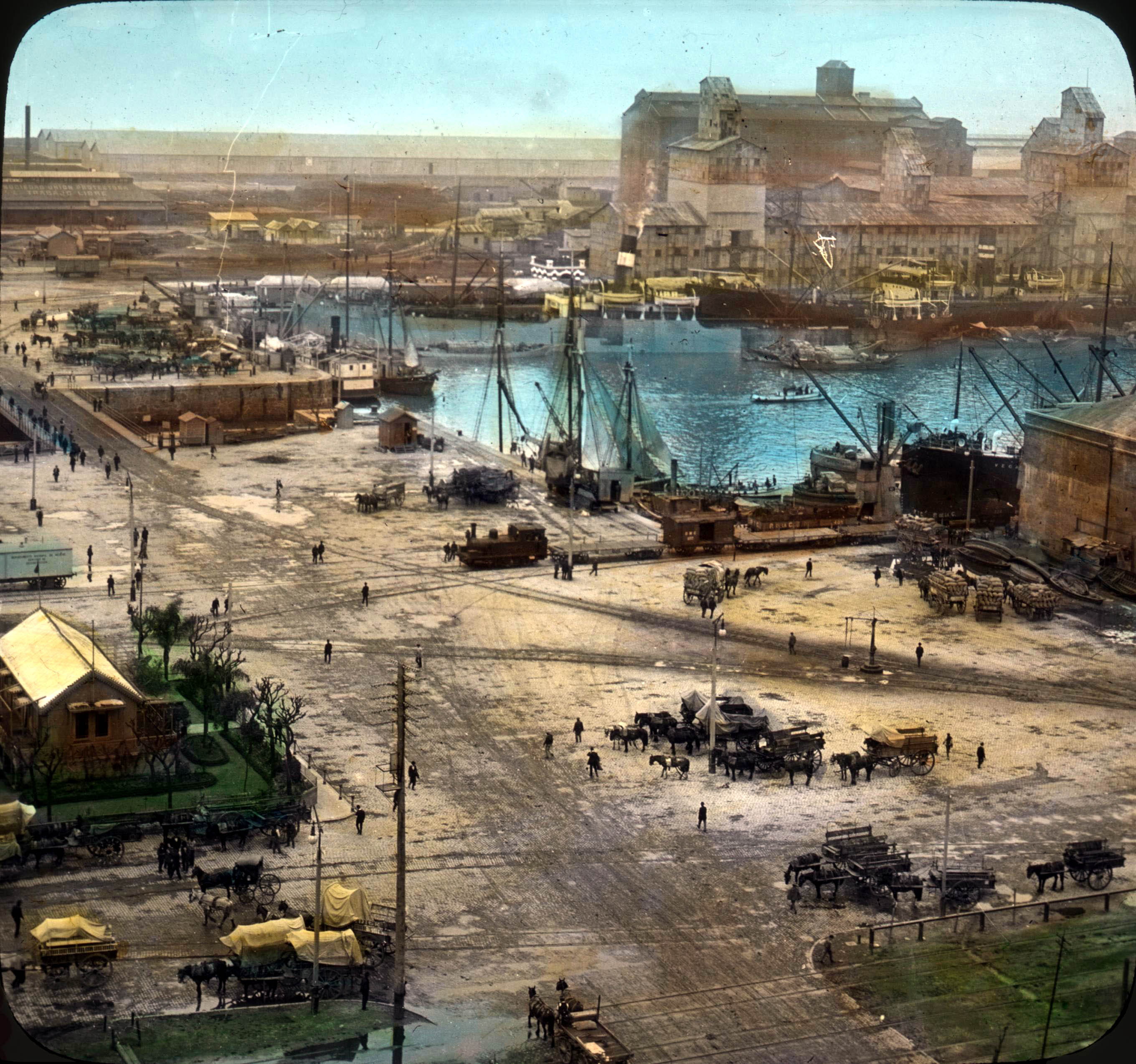
1915年的布宜诺斯艾利斯码头——英国资助的码头和铁路系统创造了充满活力的农业出口部门，至今仍是经济支柱

在1870年，多明戈·福斯蒂诺·萨米恩托总统任期，阿根廷的总债务达到了4800万金比索。一年后，这个数字几乎翻了一倍。1874年总统选举后，尼古拉斯·阿韦利亚内达。支持他候选的联盟成为了民族自治党，这是阿根廷第一个全国性政党。直到1916年所有阿根廷总统都来自这个政党。阿韦利亚内达采取了必要强硬措施以控制债务。1876年，阿根廷政府暂停了可兑换性。次年，阿根廷通货膨胀率上升到近20%，但债务与国内生产总值之比骤降。阿韦利亚内达政府是自1850年代中期以来首次实现财政平衡的政府。阿韦利亚内达将一个更加可控的经济环境传给了其继任者胡利奥·阿亨蒂诺·罗加。

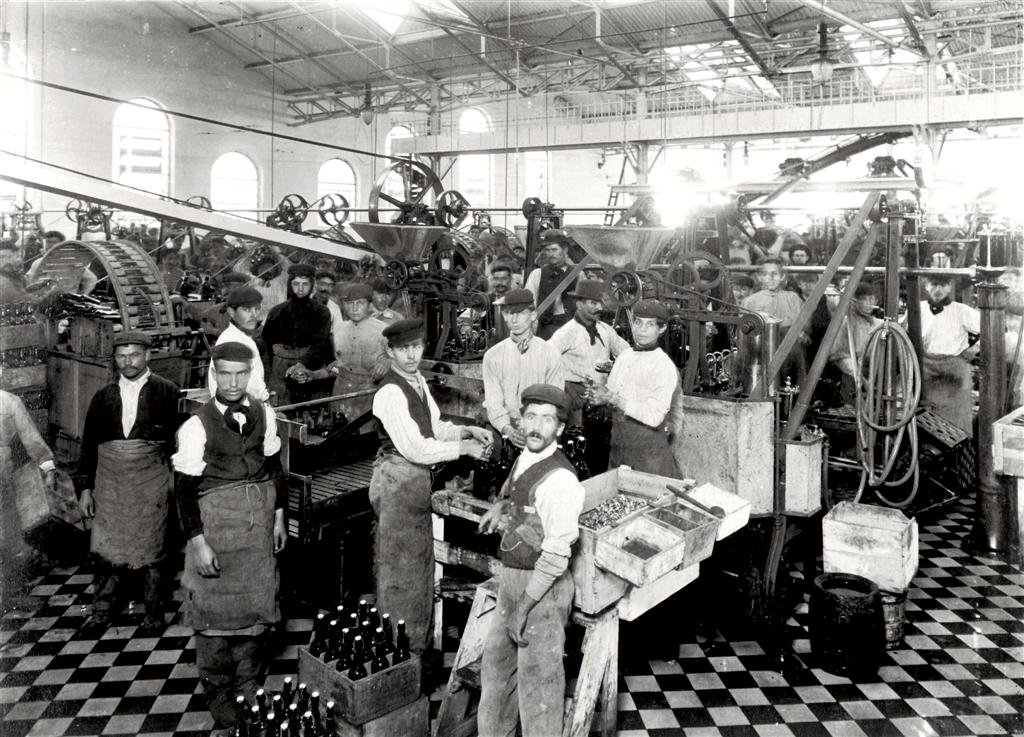
1910年的基尔梅斯啤酒酿酒厂

1881年，阿根廷实施货币改革，引入了金银复本位制，于1883年7月生效。与许多贵金属本位制不同，阿根廷的货币体系非常分散：没有国家货币当局存在，所有可兑换性的控制权都在五家发行银行手中。可兑换期仅持续了17个月：从1884年12月起，发行银行拒绝以等值黄金兑换纸币。政府很快就接受了可兑换性的暂停，因为政府对货币体系没有制度上的权力，几乎无法阻止这种情况的发生。
阿根廷农业部门的盈利能力吸引了外国资本投资铁路和工业。英国的资本投资从1880年的略超过2000万英镑增加到了1890年的1.57亿英镑。在1880年代，随着资本开始从法国、德国和比利时等其他国家流入，阿根廷的外国投资开始多元化，尽管英国的投资仍占总外国资本的三分之二。到1890年，阿根廷成为英国在拉丁美洲的首选投资目的地，这个地位一直保持到第一次世界大战。到那时，阿根廷已经吸收了英国境外投资总额的40%到50%。尽管依赖英国市场，但由于成功的地理位置和商品多样化，阿根廷在1870年到1890年期间的出口年增长率达到了6.7%。
阿根廷的第一条铁路全长10千米，建于1854年。到1885年，总共有4300千米的铁路开通。新铁路将牲畜从广阔的潘帕斯草原运到布宜诺斯艾利斯，然后在（主要是英国的）肉类加工厂屠宰和加工，最后运往世界各地。一些当代分析师对网络配置的出口倾向表示遗憾，并出于民族主义原因反对英国私营公司的“垄断”。其他人后来争辩说，系统的初始布局主要受到国内利益的影响，事实上并没有严格聚焦于布宜诺斯艾利斯。

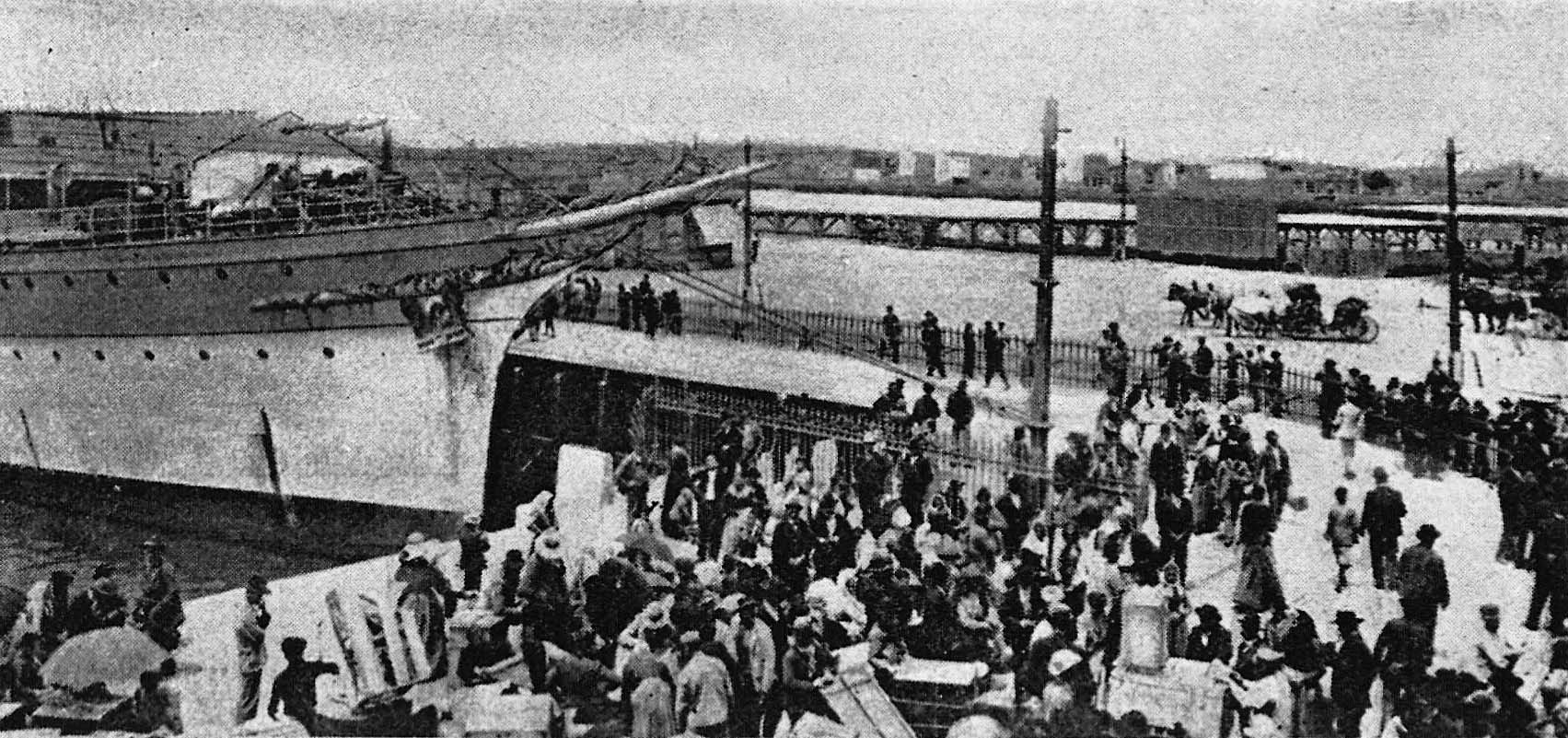
20世纪初，移民登陆布宜诺斯艾利斯港的南部码头

阿根廷的劳动力短缺和土地充裕导致了高边际劳动产品。受高工资的诱惑，大量欧洲移民，尤其是意大利人、西班牙人、法国人和德国人涌入阿根廷。政府在1880年代末短暂时间内为欧洲移民提供了补贴，但即使没有补贴，移民数量也大幅增加。

### 第一次世界大战期间的危机

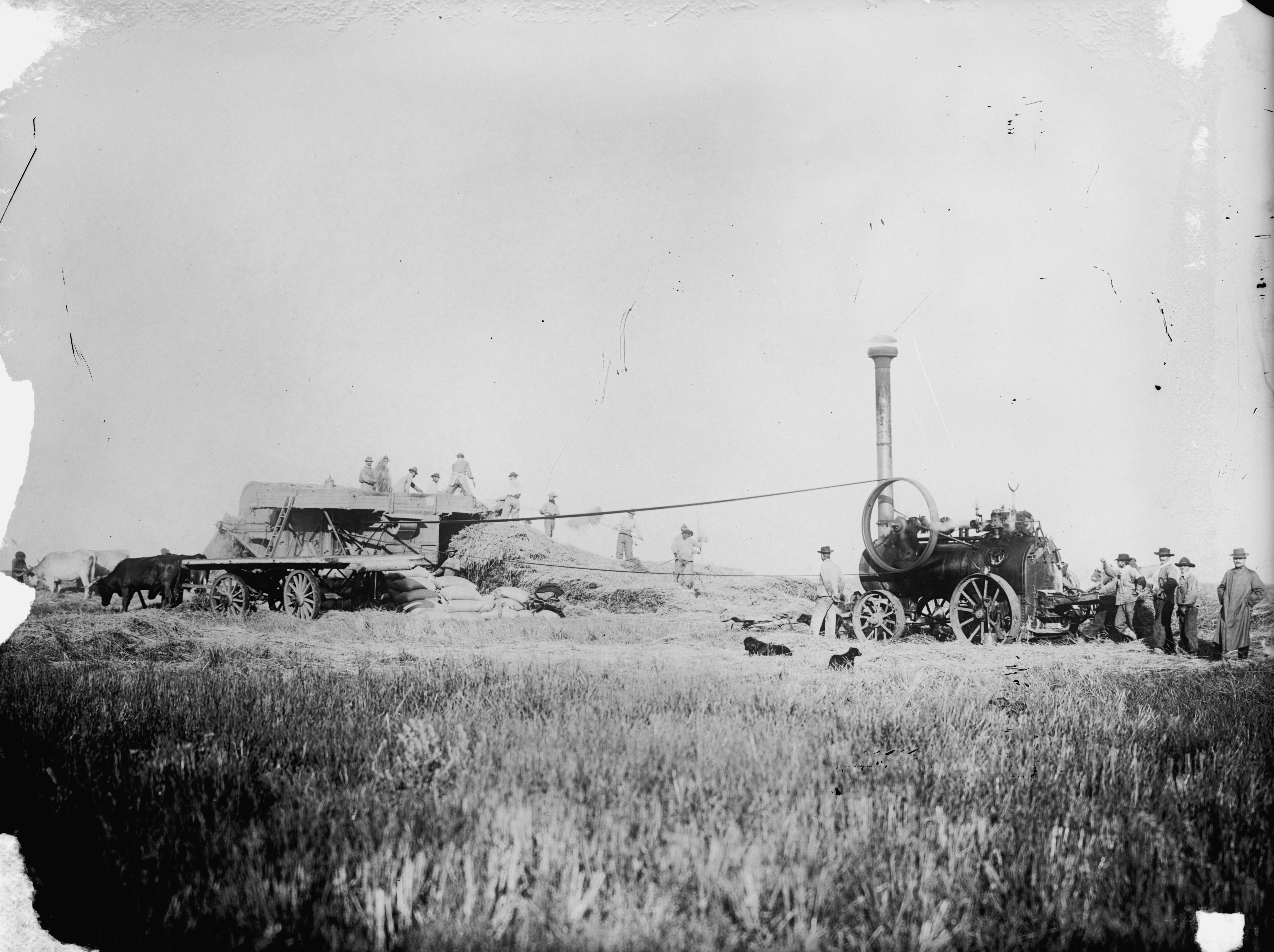
1910年代布宜诺斯艾利斯的打谷场景

米格尔·塞尔曼任期即将结束时，阿根廷债务与国内生产总值比率大幅增加，财政状况逐渐恶化。巴林银行与阿根廷建立了紧密而有利可图的关系，当塞尔曼政府无法偿还对霸菱銀行的债务时，一场金融危机随之而来。阿根廷违约并发生银行挤兑，霸菱銀行面临倒闭。这场危机的起因是货币政策与财政政策之间协调不足最终导致了银行体系崩溃。1890年的金融危机使政府无法维持其移民补贴计划，并最终于1891年废除之。对阿根廷的贷款受到严格限制，阿根廷的进口不代表大幅削减。阿根廷出口受到的影响较小，但阿根廷出口额直到1898年才超过1889年的峰值。
塞尔曼的继任者卡洛斯·佩列格里尼为1899年恢复可兑换性后的经济稳定和增长奠定了基础。他还改革了银行业以期在中期恢复经济稳定。阿根廷很快恢复了快速经济增长：在1903年至1913年期间，阿根廷GDP以7.7%的年均增长率增加，工业增长的年均增长率更是达到9.6%。到1906年，阿根廷已经清偿了1890年违约的最后残余，该国于次年重新进入国际债券市场。
然而，在1853年至1930年代之间，财政不稳定只是一种暂时现象。1873年—1877年和1890年—1891年的萧条对促进阿根廷工业崛起发挥了至关重要的作用：在1870年代和1890年代，工业分别以胆怯和更坚决的方式发展，以满足受损经济利用进口替代改善贸易平衡的需要。到1914年，约15%的阿根廷劳动力参与制造业，而仅有20%的阿根廷劳动力从事商业活动。1913年，阿根廷的人均收入与法国和德国相当，远远领先于意大利和西班牙。截至1913年底，阿根廷拥有5900万英镑的黃金儲備，占世界货币黄金儲備]的3.7%，其经济产出占全球的1.2%。

## 战间期

### 1914年—1929年

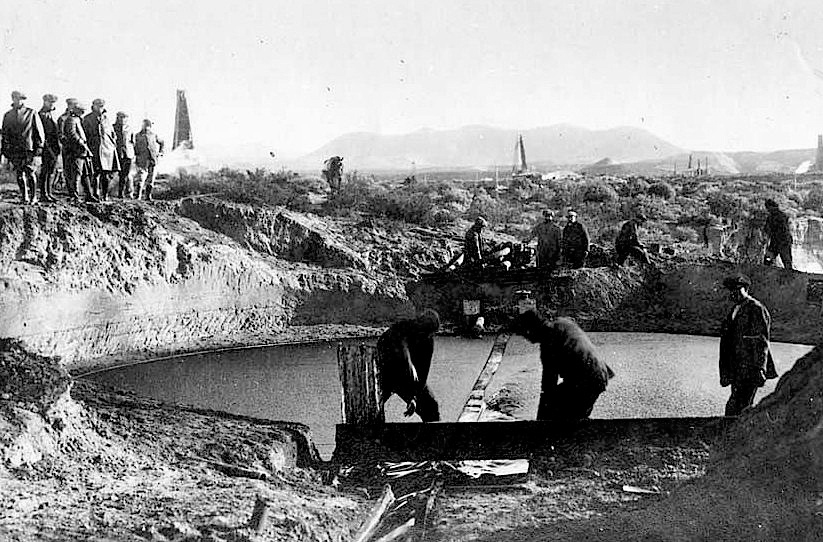
1923年的一群YPF公司工人

由于国际商品、资本和劳动力的流动减少，阿根廷和许多其他国家一样，在一战开始后陷入经济衰退。阿根廷的外国投资完全停滞不前，并且从此再也没有完全恢复：英国在战期对美国负有巨额债务，再也无法以相当规模出口资本；在1914年巴拿马运河开通后，由于投资者将注意力转向亚洲和加勒比地区，阿根廷和其他南錐體国家的经济开始衰退；作为一战后的政治和金融超级大国，美国特别将阿根廷（其次是巴西）视为其潜在的世界市场竞争对手；阿根廷既有的布宜诺斯艾利斯证券交易所和国内私人银行发展不够迅速，无法完全取代英国资本。
因此，阿根廷可投资的资金愈发集中在阿根廷国家银行这一单一机构中，导致其金融体系容易受到寻租行为的影响。1914年后，阿根廷国家银行的再贴现和不良貸款稳步增长，使其资产负债表出现问题。这一问题是阿根廷国家银行对其他银行和私营部门任人唯亲式贷款的结果。在再贴现中，阿根廷国家银行并未从事纯粹的最后贷款人行动，也未遵循白芝浩原则，以足够高的利率在只接受可靠担保的条件下自由放贷。相反，阿根廷国家银行允许私营银行以不良债权作为担保来规避风险，并以4.5%的利率（这低于国家银行对定期存款客户提供的利率）向他们提供贷款。
然而，与邻国不同，阿根廷在1920年代仍能保持相对健康的增长率，没有像巴西和智利那样受到全球大宗商品价格崩溃的影响。同样，在几乎所有欧洲国家都已放弃金本位制的时候，阿根廷仍坚持使用金本位制。1929年，该国的汽车拥有量在南半球位居前列。
尽管取得了一定的成功，但到了1920年代，与英国、德国或美国相比，阿根廷还不是一个工业化的国家。阿根廷完全工业化的主要障碍是缺乏煤炭或水力等能源来源。对1907年所发现石油的尝试效果不佳。阿根廷的第一个国有石油公司YPF公司成立于1922年，作为一家公共公司负责51%的石油生产，其余49%的石油生产则由私营部门掌控。
在1870年代制冷船的发明后，冷冻牛肉的出口（尤其是到英国的出口）被证明利润很高。然而，大不列颠在1920年代末对肉类进口实施了新限制，这严重减少了从阿根廷进口的牛肉。农场主们转而从畜牧业转向农作物生产，但这对阿根廷经济造成了持久损害。

### 大萧条

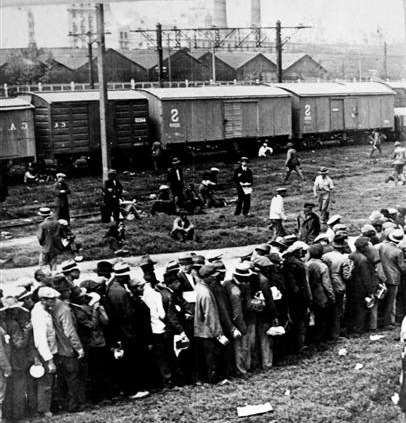
1930年雷蒂罗的失业者

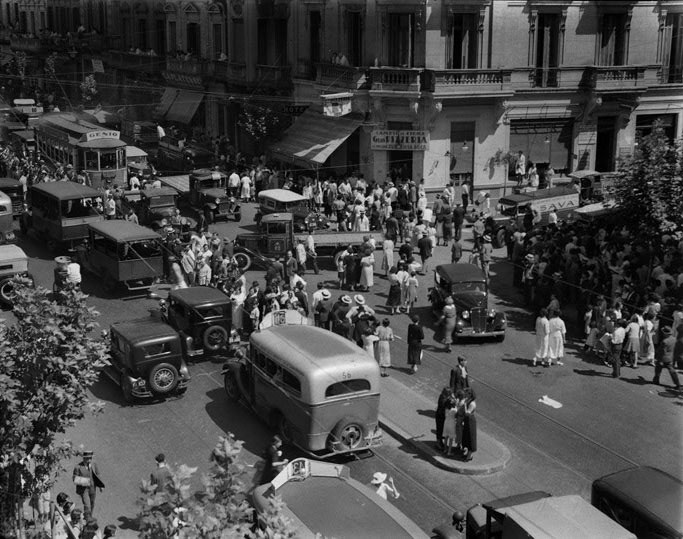
1936年布宜诺斯艾利斯，示威造成了交通堵塞。摄影：奥拉西奥·科波拉

大萧条对阿根廷影响相对较轻：阿根廷的失业率从未超过10%，该国的经济在1935年基本恢复正常。然而，大萧条永久地阻碍了其经济扩张。事实上，与其他发展中国家一样，早在1927年，阿根廷的经济就已因价格下降开始衰退。
阿根廷于1929年12月放弃了金本位，比大多数国家提前实行了这一措施。在此之前的大部分时期，该国实行了货币发行局政策，由一个名为“caja de conversión”的机构负责维持比索的黄金价值。比索贬值增加了阿根廷的出口竞争力，并保护了国内生产。阿根廷的出口额从1929年的15.37亿美元下降到1932年的5.61亿美元，但这绝不是该地区最严重的衰退。
作为应对大萧条的措施，历届政府推行了一项旨在使阿根廷在工业和农业上实现自给自足的战略。这一增长战略基于进口替代工业化政策，提高了最终商品的关税和配额。相关过程自19世纪末以来开始逐渐实施，但大萧条加剧了其进程。政府对工业增长的鼓励使投资从农业中转移，农业生产大幅下降。
1930年，军方迫使激进公民联盟下台，改善了经济状况，但加剧了政治动荡。1932年，阿根廷要求移民在抵达前必须有劳动合同或提供经济来源证明。1933年签订的罗卡—朗西曼条约使阿根廷的初级产品出口获得了英国市场的配额，但英国的歧视性帝国关税和英国通货紧缩的影响实际上导致阿根廷对英国的出口略微下降。
大萧条造成的失业引发了阿根廷的动荡。1930年代的工业增长逐渐减缓。1930年代的经济状况促使了阿根廷人口从农村和小城镇向城市（特别是布宜诺斯艾利斯）迁移，因为那里有更多的就业机会。在1937年阿根廷总统选举前，城市工人阶级领导了几次失败的起义。阿根廷传统的农业出口在第二次世界大战爆发后停滞不前，并持续低迷。

## 相对滞后

### 第一庇隆时期：国有化

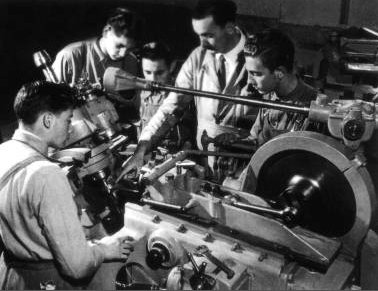
1945年的一所职业学校

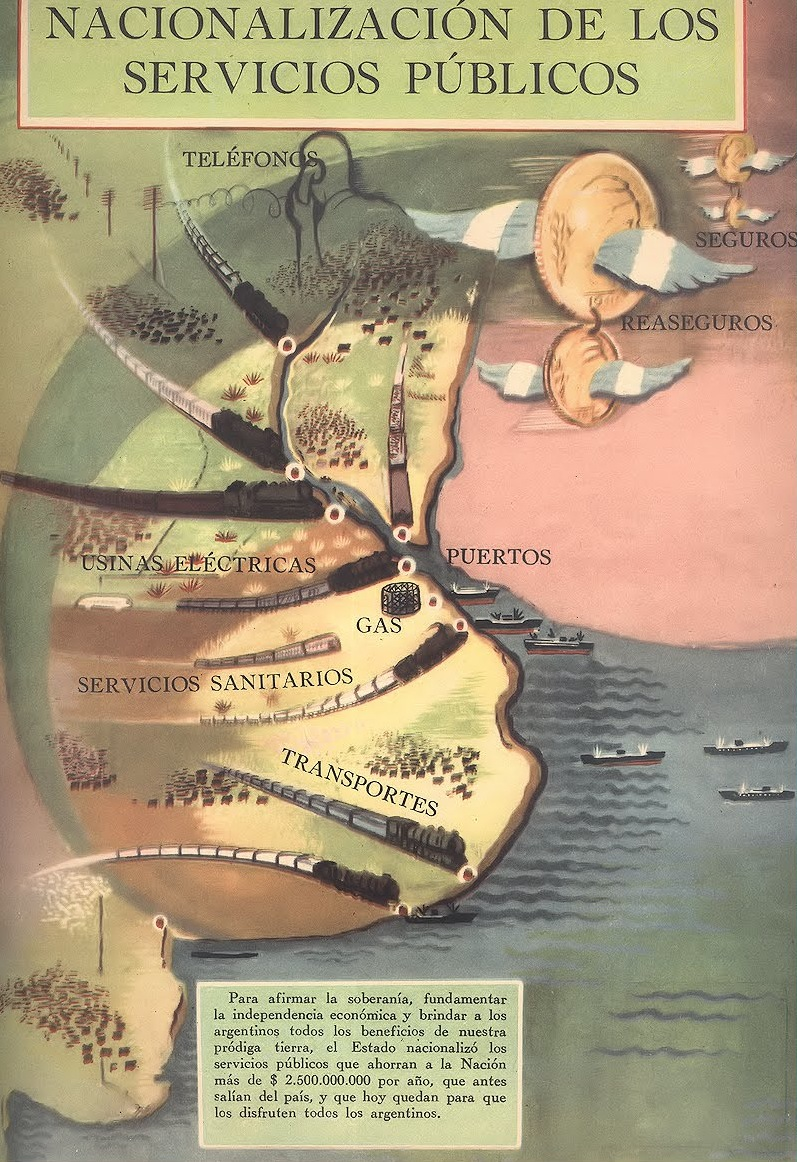
第一个五年计划 (阿根廷)（1946年—1951年）宣传海报，旨在促进公共服务国有化

1943年阿根廷政变后，作为策划政变的联合军官小组中成员，胡安·裴隆出任了劳工部长。他在竞选中向工人们承诺土地、更高工资和社会保障，并在1946年阿根廷总统选举中取得了决定性胜利。因裴隆帮助建立了强大的阿根廷劳工总联合会，在裴隆的领导下，加入工会的工人数不断增加。裴隆将阿根廷转变为了社團主義国家，其中强大的有组织利益集团为争取职位和资源而谈判。在这些年里，阿根廷发展成为南美洲大陆最大的中产阶级国家。
早期裴隆时期是一个宏观经济冲击的时期，实行了进口替代工业化政策。雙邊貿易、外匯管制和多种汇率是其最重要的特点。从1947年开始，裴隆在与“天主教民族主义”运动决裂之后开始左倾，导致国家逐渐控制经济，这体现在国有财产的增加、經濟干預主義（包括对租金和价格的控制）以及主要由通货膨胀税供给资金的更高水平公共投资。这种扩张性的宏观经济政策旨在实现财富再分配，并增加支出以资助民粹主义政策，但也导致了通货膨胀。
在1946年至1948年期间，法国和英国拥有的铁路被国有化，现铁路网络得到了扩展，到1954年，铁路总长度达到12万公里。政府还成立了阿根廷贸易促进研究所来控制出口商品的对外贸易。裴隆建立了几乎完全禁止进口的贸易保护体系，使得阿根廷在国际市场上几乎与世隔绝。1947年，他宣布了以国有化工业增长为基础的第一个五年计划。保护主义也导致了一个生产成本高、无法在国际市场上竞争的内向型工业。同时，阿根廷主要出口商品，即牛肉和谷物的产量停滞不前。阿根廷贸易促进研究所开始剥夺种植者的利益，在上世纪40年代末，当世界谷物价格下跌时，它抑制了农业生产、出口和商业信心。尽管存在这些缺点，保护主义和政府信贷确实推动了国内市场的指数级增长：无线电销售增长了600%，冰箱销售增长了218%，等等等等。
在第一个五年计划期间，阿根廷实施了各种公共工程和计划，以实现国家基础设施的现代化。例如，阿根廷共修建了22座水电站，将电力输出从1943年的45,000千瓦增加到1952年的350,000千瓦。在1947年至1949年期间，阿根廷建立了连接里瓦达维亚海军准将城和布宜諾斯艾利斯的天然气管网。天然气供应达到了1.5立方千米，将成本降低了三分之一。
在这一时期，阿根廷经济持续增长，但增速慢于全球平均水平及邻国巴西和智利水平。阿根廷经济增速较慢的可能原因之一是有时包含荒谬细节的大量频繁变更的法规（如1947年一项规定了餐馆价格和菜单的法令）扼杀了经济活动。长期来看，这造成了人们普遍对法律的漠视，阿根廷人开始视法律为阻碍谋生的障碍，而非保护合法产权的助力。工业保护主义、从农业向工业部门的收入再分配以及国家对经济日益增加的干预引发了通货膨胀。到1950年，阿根廷人均GDP下降到不足美国的一半。
裴隆在1952年的第二个五年计划中偏向于增加农业产出而不是工业化，但前几年的工业增长和高工资扩大了对农产品的国内需求。1950年代，阿根廷牛肉和谷物产量下降，影响了经济。政策转向农业生产导致收入分配出现差距，因为大多数从事农业劳动的人在小块土地上工作，而土地的大部分属于大庄园。阿根廷与英国、苏联和智利签订了贸易协议，向国际贸易略微开放了市场，以图利用该国在农业方面的比较优势实现第二个五年计划。

### 后庇隆时代和1960年代

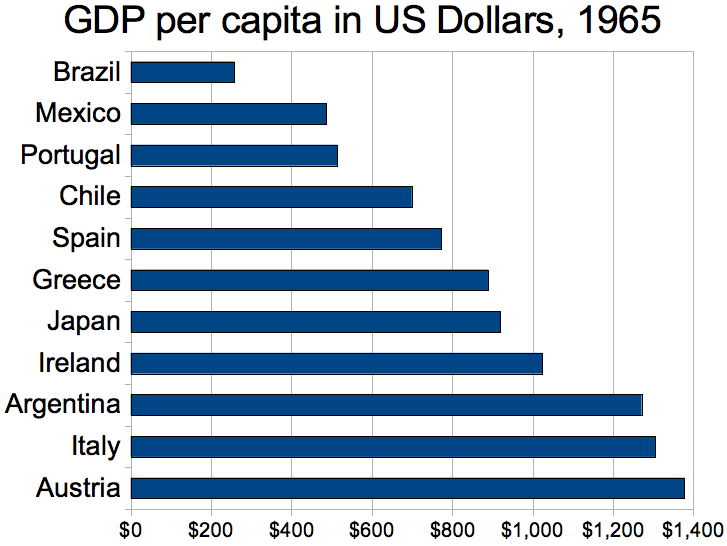
在人均GDP方面，阿根廷直到1965年仍明显高于其邻国

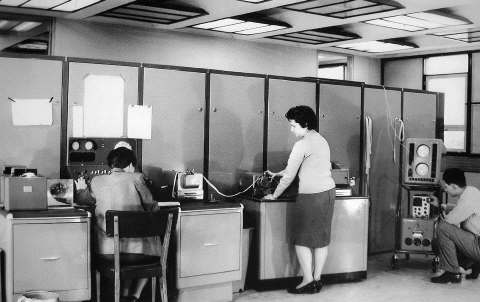
1961年，一台名为克莱门蒂娜的Ferranti Mercury II成为阿根廷使用的首批计算机之一

在1950年代和1960年代的前半段，阿根廷的经济增长速度与大多数拉丁美洲国家相仿，而全球大部分地区则经历了經濟奇蹟。这一时期的阿根廷经济普遍停滞而经常萎缩，这主要是因工会冲突所致。
1950年以来的阿根廷工资增长推高了物价，通货膨胀率加速上升，很快实际工资下降。高通货膨胀促使裴隆采取稳定政策，包括更为严格的货币政策、削减公共支出、提高税收和公共事业价格随着事态于1950年代的发展，经济上的不安定成为1955年裴隆在解放者革命下台的主要原因之一，因为工人阶级感受到了生活质量下降，这剥夺了裴隆的大部分民众支持。
阿图罗·弗朗迪西在1958年阿根廷总统选举中以压倒性优势获胜。同年，他宣布了“石油战役”的开始：这是进口替代的新尝试，旨在与外国公司签署矿产资源开采合同，以图实现阿根廷石油的自给自足。1960年，阿根廷加入了拉丁美洲自由贸易协会。
1966年6月的另一次政变，即所谓的阿根廷革命，导致了胡安·卡洛斯·翁加尼亚掌权，他任命阿达尔韦特·克里格·巴塞纳负责经济部。他的战略意味着公共部门在引导经济增长过程中扮演非常积极的角色，要求国家控制货币供应、工资和价格以及银行提供予私营部门的信贷。

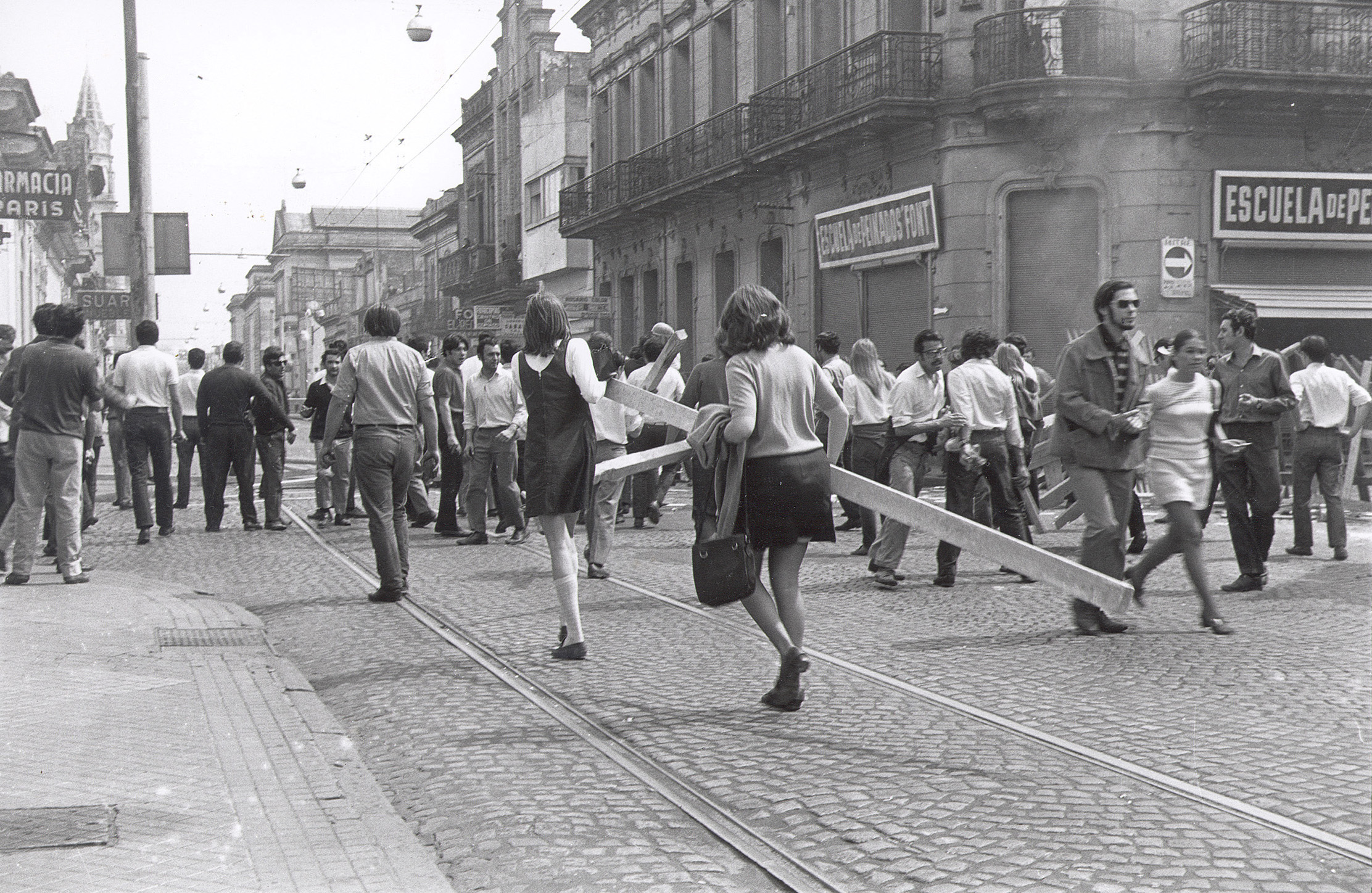
1969年的Rosariazo。经济恶化和独裁统治开始引发了接连的抗议、罢工和骚乱。

在克里格的任期内，资本日益集中和中心化，许多重要的经济部门也实现了私有化。国际金融界对这一计划给予了强有力的支持，经济增长持续不断。在1966年至1970年期间，阿根廷的GDP平均年增率达到5.2%，而这一数值在1950年代仅为3.2%。
1966年之后，阿根廷经济政策发生了根本性的转变，经济部宣布了一个旨在控制通货膨胀，同时促进竞争、效率和外国投资的计划。反通货膨胀计划的重点在于控制名义工资。通货膨胀率大幅下降，从1965-1967年的年增长率约30%下降到1969年的7.6%。失业率保持在较低水平，但实际工资有所下降。
贸易政策逐渐发生逆转——军方宣布进口替代实验失败，取消贸易保护壁垒，向世界市场开放经济。这一新政策刺激了一些出口，但由于货币升值，某些进口产品价格变得过低，这导致了本地产业的衰退，并使得许多出口产品失去了市场竞争力。经济部终止了先前政府的汇率政策。货币经历了30%的贬值。1970年，阿根廷历史最悠久的货币之一阿根廷国家货币比索被阿根廷法定比索以100比1的比率取代。
1969年5月，对克里格的经济政策不满引发了科连特斯、罗萨里奥和科尔多瓦等城市的骚乱。克里格遭撤职，但翁加尼亚政府无法就替代政策达成一致到了1970年，政府已经无力维持工资控制，导致价格/工资螺旋。随着经济开始停滞，进口替代工业化政策逐渐失去了动力，城市迁移速度开始减缓。人均收入开始下降，随之而来的是生活水平的下降。裴隆的第三个任期任期以大规模货币政策为特点，这导致通货膨胀水平失控。

## 停滞（1975年—1990年）

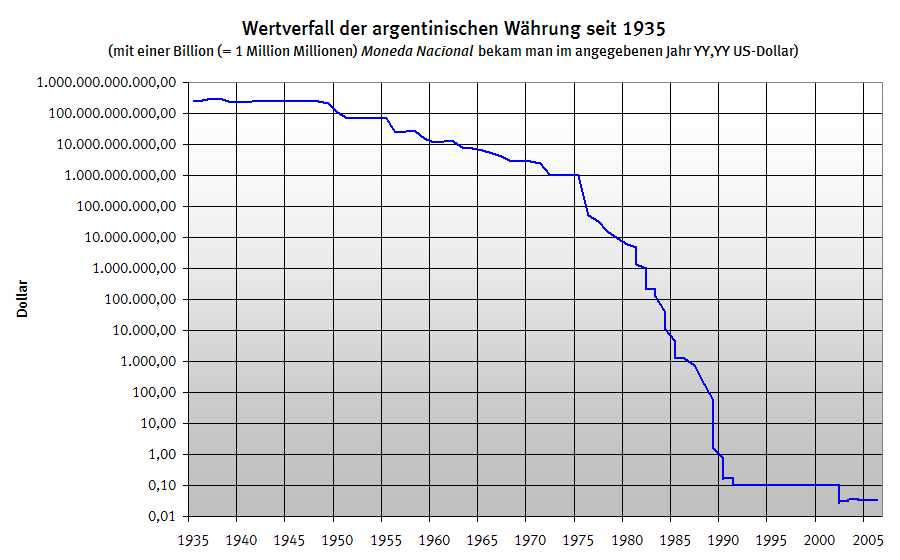
自1975年的Rodrigazo以来，阿根廷通货膨胀急剧加剧，造成该国货币多次改值。

1975年至1990年期间，阿根廷人均实际收入下降了20%以上，阿根廷近三十年的经济发展成果化为乌有。阿根廷制造业曾一度持续保持增长，直至1970年代中期开始持续下滑。许多受保护的行业极度依赖政府支持，这加剧了工业产出的急剧下降。阿根廷的工业化水平到1990年初已与1940年代相当。
1970年代初，阿根廷的人均收入是墨西哥的两倍，以及智利和巴西的三倍以上。而到了1990年，阿根廷与其他拉美国家之间的收入差距大大缩小。
自1975年的Rodrigazo开始后，阿根廷的通货膨胀急剧加剧，1975年至1991年间，阿根廷年均通货膨胀率超过300%，物价上涨了200亿倍。
当軍事獨裁时期的财政部长何塞·阿尔弗雷多·马丁内斯·德奥斯上台时，年通货膨胀率相当于5000%，阿根廷产出急剧下降。1976年，阿根廷结束了进口替代时代，政府降低了进口壁垒，放松了对外借款的限制，并支持比索兑换外币。
这暴露了阿根廷因货币被高估且存在长期结构性问题，国内企业无法与外国进口竞争的问题。阿根廷随后实施了金融改革，旨在于开放资本市场的同时，更有效地与世界资本市场相联系。
在相对稳定的1976年至1978年后，阿根廷财政赤字再次开始上升，外债在三年内增长了两倍。不断增加的债务负担中断了工业发展和社会流动性上升。从1978年来，阿根廷将汇率贬值率固定为tablita，即一个主动的小幅度调整汇率，基于一个宣布逐步下降汇率的时间表。这些公告按轮换方式重复，以创造一个能让经济主体看清政府承诺紧缩的环境。通货膨胀逐渐在1980年代下降到低于100%。
然而，在1978年和1979年，由于通货膨胀持续超过汇率贬值率，实际汇率升值。这种汇率高估最终导致了资本外逃和金融崩溃。1980年3月，Banco de Intercambio Regional的破产导致了对其他银行的挤兑。
阿根廷因政府支出不断增长、工资大幅提高以及生产低效而陷入了慢性通貨膨脹，相关状况在1980年代开始持续发展，年通货膨胀率曾一度超过1000%。历届政府试图以控制工资和物价、削减公共支出和限制货币供应来控制通货膨胀。1982年，阿根廷因福克兰群岛问题与英国发生武装冲突，为解决这些问题所做的努力付诸东流。

1975年至1989年的阿根廷出口年表

1982年8月，墨西哥宣布无力偿还债务后，阿根廷因同样面临严重困境，而向国际货币基金组织（IMF）寻求财务援助。虽然开始时局势看起来积极，但IMF于1983年8月访问布宜诺斯艾利斯的工作组发现了各种问题，尤其是失控的工资影响了阿根廷预算和外部竞争力，相关计划失败了。由于比索很快因通货膨胀贬值，1983年，阿根廷引入了新的比索，1新比索折合10000旧比索。
1983年12月，劳尔·阿方辛当选阿根廷总统，阿根廷军事独裁时期结束。阿根廷在阿方辛的领导下开始与IMF展开新的方案谈判，但毫无结果。1984年3月，巴西、哥伦比亚、墨西哥和委内瑞拉借予了阿根廷为期三个月的3亿美元贷款，随后美国也提供了类似数额的贷款。这为阿根廷提供了一些喘息的空间，因为直到1984年9月底，IMF才与阿根廷达成协议。
1985年，阿根廷奧斯特拉爾取代了丧失信用的比索。1986年，阿根廷连续数月未能偿还债务，故与债权银行重新谈判债务。1986年至1987年，因财政政策受大量预算外支出和宽松货币政策的破坏，“奥斯特拉尔计划”逐渐消失，阿根廷再次未能遵守IMF的方案。1987年7月，一项新的IMF安排达成，但相关安排在1988年3月宣告崩溃。
阿根廷当局的下一步举措是于1988年8月推出Primavera计划，这是一揽子非主流經濟學措施，预期很少会调整财政。IMF拒绝恢复对阿根廷的贷款。该计划推出6个月后即告失败，并导致恶性通货膨胀和骚乱。

## 自由市场改革（1990年—1995年）

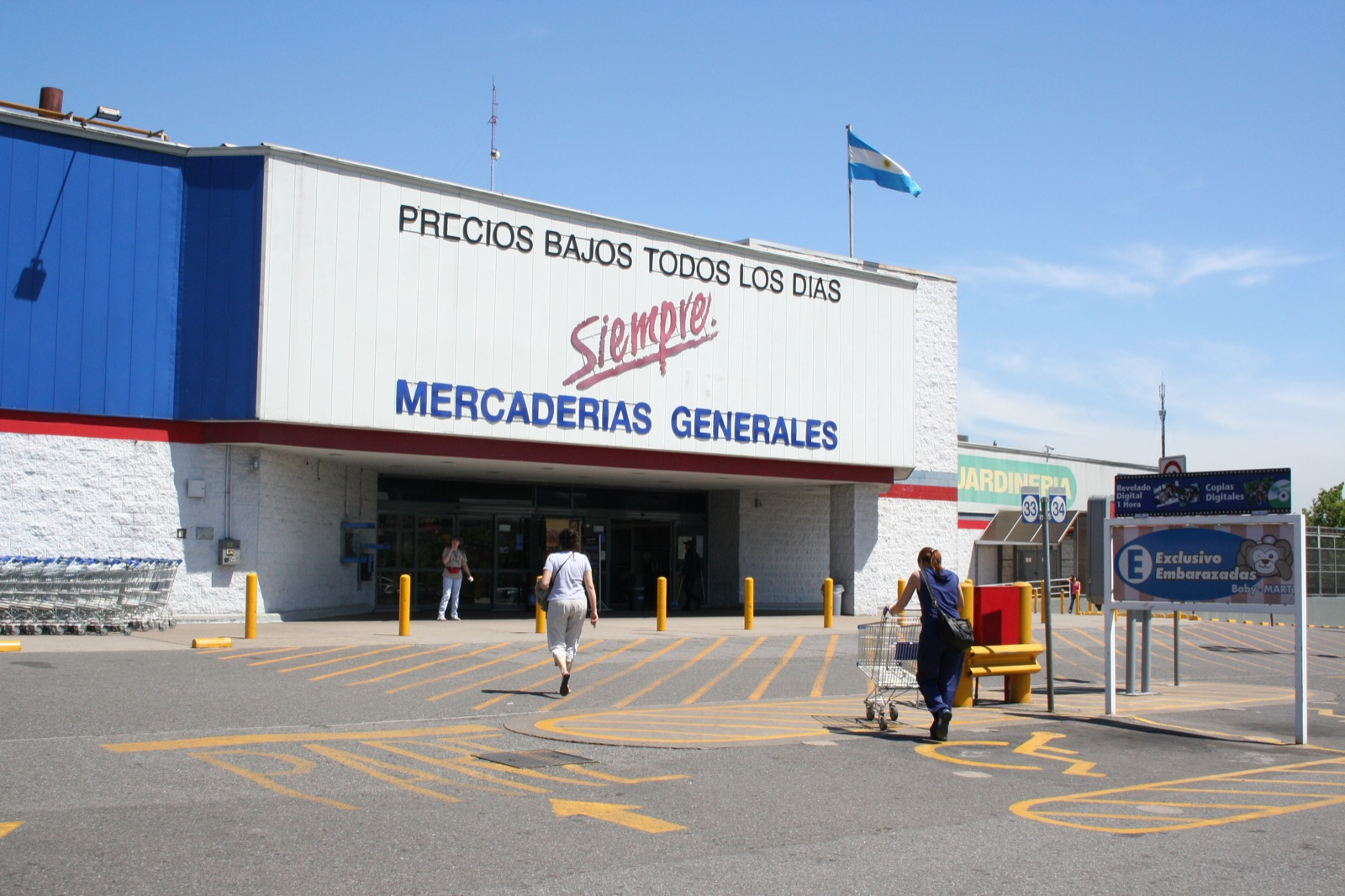
沃尔玛和家樂福等跨国零售商在阿根廷各大城市开设了大卖场。

1989年5月，裴隆主义者卡洛斯·梅内姆当选阿根廷总统。他当即宣布了一项新的休克计划，因政府财政赤字占GDP的16%，这次计划更注重财政调整。1989年11月，阿根廷又与IMF达成了另一项备用协议，但该安排再次过早终止，随后阿根廷爆发了另一轮恶性通货膨胀，年通胀率达到12,000%。
在1980年代末公营企业崩溃后，私有化变得极为流行。除了几家银行外，梅内姆几乎私有化了国有的一切。阿根廷在服务方面的改善是不可争议的——例如，在电话私有化之前，获得新电话线通常需要等待十年以上，带电话线的公寓在市场上溢价很高；在电话私有化之后，等待时间缩短到了不到一周。投资使农场、工厂和港口现代化，生产率也随之提高。然而，在所有情况下，都有大量的雇员支出。。此外，许多私有化过程都有腐败嫌疑。最终，私有化企业变成了私人而非公共垄断企业尽管物价下降，阿根廷对长期合同收取的关税仍与美国通胀率保持一致。
1991年，阿根廷经济部长多明戈·卡瓦略实施了开放贸易等自由市场改革，以图扭转阿根廷经济。1992年1月1日，阿根廷实施币制改革，以比索取代阿根廷奥斯特拉尔，1比索折合10,000阿根廷奥斯特拉尔。改革过程以货币发行局为基石，在货币发行局的管理之下，比索与美元保持平价，且货币供应受限于硬通货储备水平——这是一项风险政策，意味着阿根廷在后期阶段不能实施贬值。通货膨胀在一段时间后得到控制，随着贬值风险明显减小，外资开始涌入。直至1993年中期，阿根廷GDP增长显著增加，且总就业率持续增加。1994年下半年，阿根廷经济改善放缓，失业率从10%上升至12.2%。
尽管阿根廷的经济在这个时间点上就已经轻微衰退，但其情况大幅恶化还要等到1994年12月墨西哥比索贬值后。当时阿根廷经济收缩了4%，十几家银行倒闭。随着劳动力继续扩张，就业随总需求急剧下降，失业率在6个月内上升了6%以上。但政府作出了有效回应：收紧银行监管和资本要求，并鼓励外国银行接管较弱的本地银行。经济很快复苏，1996年至1998年间，产出和就业迅速增长，失业率显著下降。但在1999年初，巴西货币大幅贬值，阿根廷经济在此年内收缩了4%，失业率再度上升。
阿根廷出口额从1991年的120亿美元增长到了2001年的270亿美元，但尤其是在巴西贬值后，许多阿根廷行业无法与国外竞争。强而固定的汇率使阿根廷淨出口在1992年至1999年间累计出现了220亿美元的贸易逆差。由于无法贬值，只有在价格下降时，阿根廷才能变得更具竞争力。阿根廷因经济衰退、工资下降和失业率上升而陷入通货紧缩，而其利率仍居高不下，银行以25%的利率放贷。
公共支出在GDP中所占份额从1995年的27%增加到2000年的30%。一些较贫穷的省份依赖于国有企业或效率低下的产业，如糖业，这些产业在贸易开放时无法竞争。各省省长纷纷开始虚报工资单以平息社会动荡。政府着手实施养老金改革，使养老金成本在2000年达到了GDP的3%，因为改革后政府仍需支付养老金，但不再收取用作养老金的定期缴款。

### 经济危机（1998年—2002年）

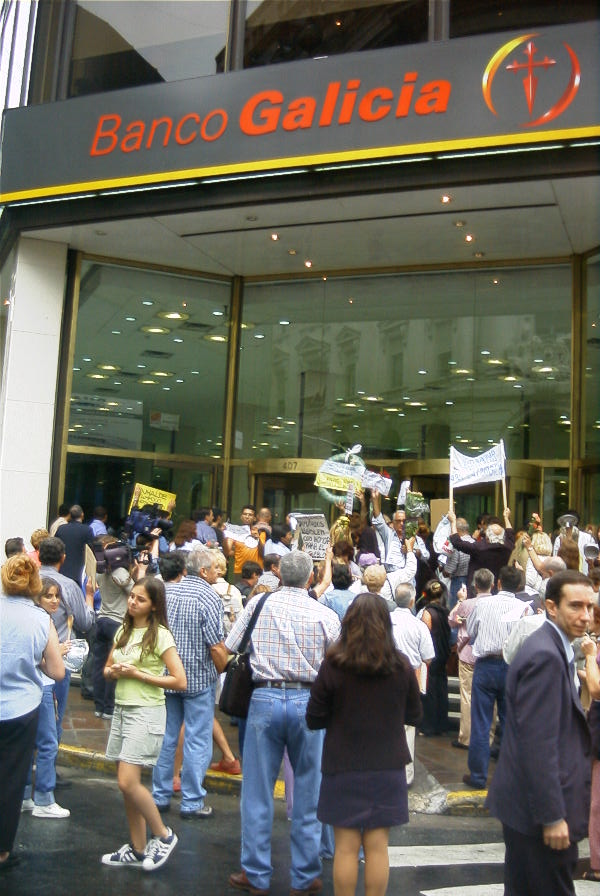
2002年2月：储户因担心银行账户冻结后可能贬值或陷入更糟结果而抗议

1998年下半年，阿根廷陷入严重的经济衰退。这起初是由一系列不利的外部冲击引发并加剧的，其中包括农产品价格下跌，美元升值（比索与美元平价挂钩），1998年俄罗斯金融危机，长期资本管理公司危机以及1999年1月巴西货币大幅贬值。阿根廷经济并未迅速恢复，GDP增长停滞，这引发了人们对公共债务是否可持续的担忧。
1999年12月，费尔南多·德拉鲁阿总统上任后不久，随即寻求IMF的援助。2000年3月，IMF同意与阿根廷达成一项为期三年的72亿美元备用协议，条件是阿根廷实施严格的财政调整，并假设阿根廷2000年GDP增长率为3.5%（实际增长率为0.5%）。2000年底，阿根廷开始严重减少对资本市场的接触，这反映在阿根廷债券与美国国库证券的信用利差急剧持续上升上。12月，德拉鲁政府宣布IMF组织了一个400亿美元的多边援助计划。由于实施财政调整和改革的不均匀、全球宏观经济环境恶化和政治不稳定，2001年第二季度，阿根廷市场准入尽失，资本外逃加剧。主要以债券形式持有的阿根廷债务遭受大量抛空，政府发现其无力借贷或偿还债务。
2001年12月，一系列存款挤兑严重影响到了阿根廷银行体系的健康运行，阿根廷当局为此冻结了部分存款。由于阿根廷不再符合扩大的IMF支持计划的条件，IMF决定暂停资金发放。12月底，于严重政治和社会动荡氛围中，阿根廷部分不履行其国际义务；2002年1月，阿根廷正式放弃可兑换性制度。
随后，阿根廷发生了可以说是自独立以来最严重的经济和政治危机。到2002年底，经济与1998年相比萎缩了20%。在两年内，产出下降了15%以上，阿根廷比索贬值了四分之三，注册失业率超过25%。阿根廷的收入贫困率从2001年10月的35.4%上升到了2002年10月的峰值54.3%。
梅内姆总统任内经济自由化政策的批评者认为，阿根廷是因美国政府和IMF在华盛顿共识下积极推动的新自由主義，而陷入经济困境的。其他人则强调，1990年代经济改革的主要缺点在于缺乏足够的决心。独立评估办公室2004年的一份报告批评了IMF在阿根廷2001年经济崩溃之前的行为，称IMF支持该国固定汇率的时间过长，并对财政赤字过于宽松。

## 恢复增长 (2003年—2015年)

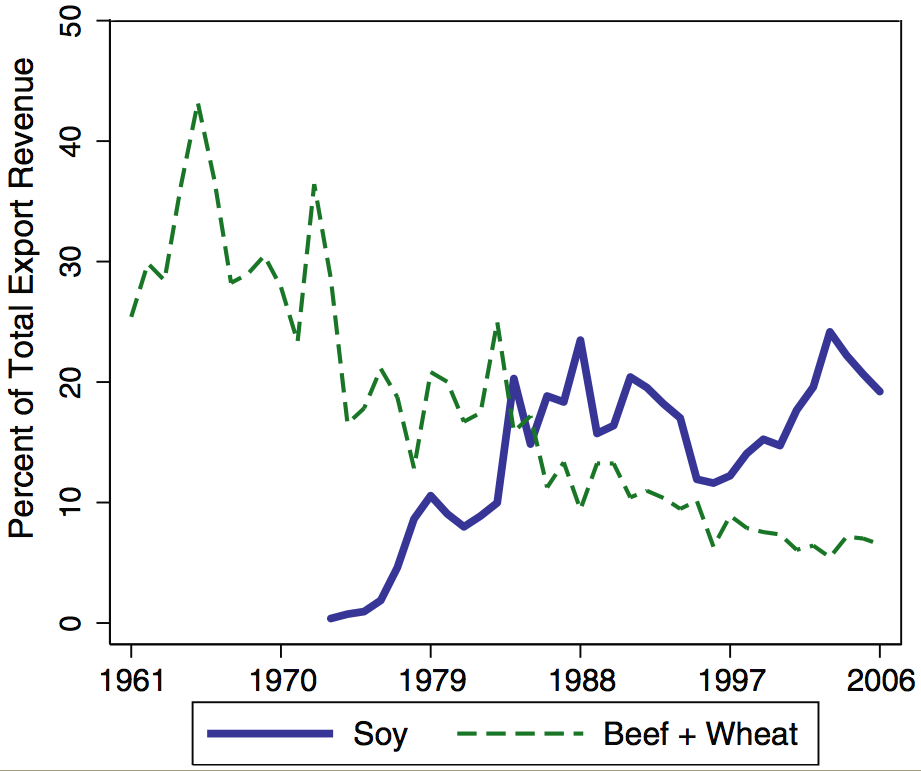
2000年代中期，大豆、豆油和豆粕创造了阿根廷20%以上的出口收入

2002年1月，爱德华多·杜阿尔德被国会选举为总统，成为阿根廷两周内的第五位总统。2002年4月，罗伯托·拉瓦尼亚出任经济部长，并在阿根廷濒临恶性通货膨胀时稳定了物价和汇率，为随后的经济复苏立下了汗马功劳。自2001年违约以来，阿根廷经济重新启动，从2003年到2011年这八年中的七年内实现了超过6%的年均增长率。这在一定程度上是因为大宗商品价格飙升，另一个原因是政府设法压低币值，促进了工业出口。

### 基什内尔任期
2003年5月，内斯托尔·基什内尔上任总统。2000年代中期，未加工大豆、大豆油和豆粕的出口创造了超过阿根廷出口收入的20%，是传统出口商品牛肉和小麦的三倍。出口税占了基什内尔政府总税收的8％至11％，其中约三分之二来自大豆出口。进出口税使政府支出从GDP的14%增加到25%。然而，进出口税抑制了外国投资，高额支出导致通货膨胀率超过20%。
2005年，基什内尔政府试图实施价格管制，但因为需求最大的商品脱销且强制价格在大多数情况下未得到遵守而失败。多个经济部门被重新国有化，这包括国家邮政服务（2003年）、圣马丁铁路线（2004年），为布宜诺斯艾利斯省提供水务的水利公司（2006年）和阿根廷航空（2009年）。
2005年12月，基什内尔决定一次性清偿总额98亿美元的IMF债务，不进行再融资。该付款的资金部分由委内瑞拉提供，后者购买了总值16亿美元的阿根廷债券。截至2008年中期
，委内瑞拉持有估计约60亿美元的阿根廷债务。2006年，阿根廷重新进入国际债务市场，出售了总值5亿美元的Bonar V五年期美元债券，收益率为8.36％，主要销售给外国银行，而穆迪将阿根廷的债务评级从B-提高到B。
2007年初，政府开始干预通货膨胀估计值。

### 克里斯蒂娜任期

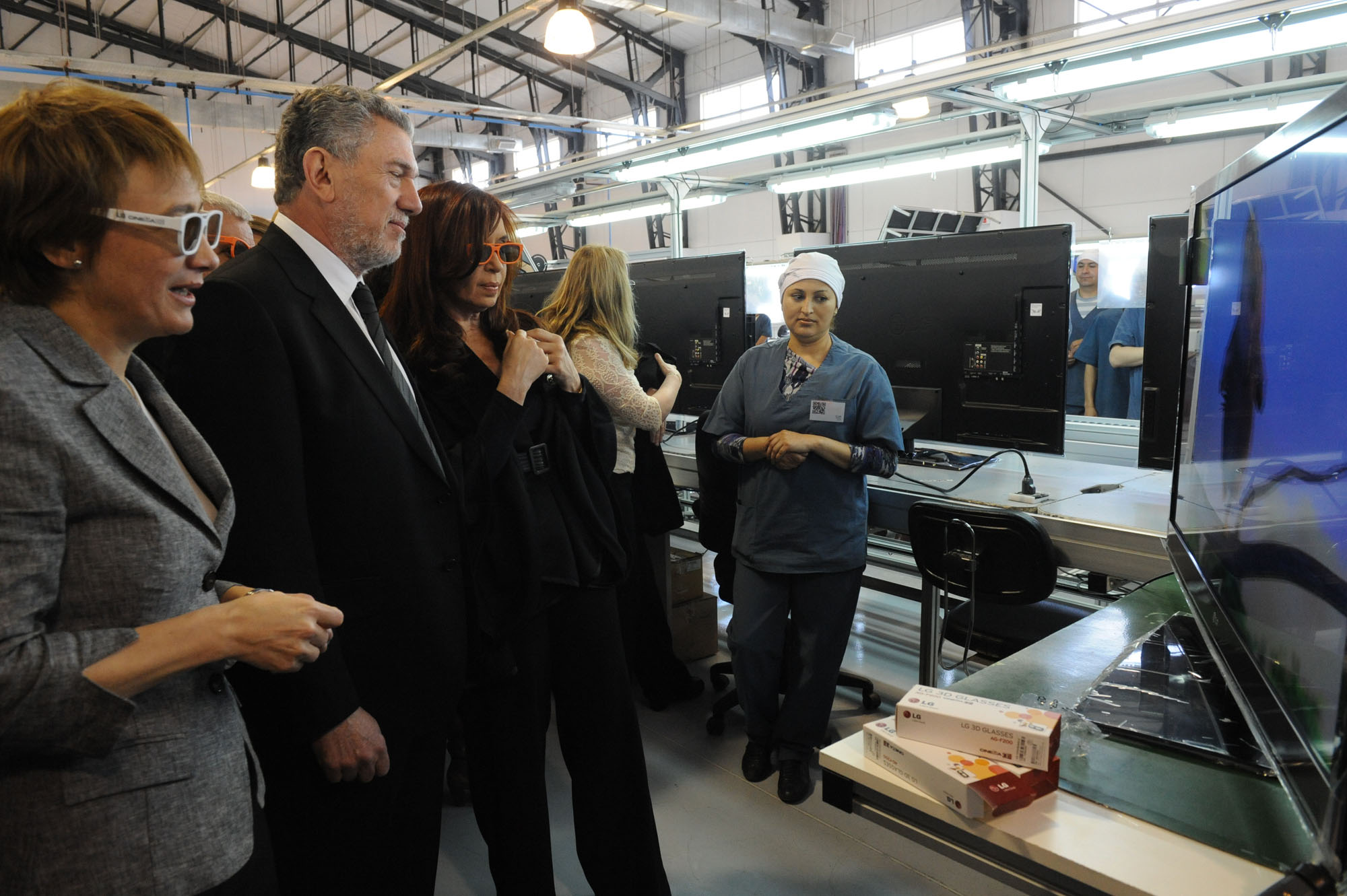
克里斯蒂娜·费尔南德斯·德基什内尔总统在乌斯怀亚为一家工厂举行开幕典礼——受税收减免政策的吸引，黑莓公司、惠普、摩托罗拉等公司纷纷在火地省建厂

2007年12月10日，克里斯蒂娜·费尔南德斯·德基什内尔成为总统。2008年，农业部门动员反对一项将大豆出口税率从35%提高到44.1%的决议。最终，阿根廷政府放弃了新税收制度。据信，自2007年以来，阿根廷官方统计数据严重低估了通货膨胀情况，而发布自己对阿根廷通货膨胀估计的独立经济学家则面临着罚款和起诉的威胁。
2008年10月，克里斯蒂娜总统国有化了总额近300亿美元的私人养老基金，据克里斯蒂娜政府称，这是为了为了保护养老金免受全球股价下跌的影响，而批评者称政府只是想将这笔钱纳入预算中。私人养老基金在1994年首次获得许可，并于1998年至2002年经济危机期间遭受巨大损失，到2008年，国家补贴了77%的基金受益人。
2009年，阿根廷遭遇了2000年代末的经济大衰退，GDP增长放缓到0.8%。2010年，阿根廷GDP恢复高速增长，经济增长了8.5%。2010年4月，针对持有超过180亿美元债券但未参与2005年阿根廷债务重组的持有人，经济部长阿马多·布杜准备了一个债务重组方案。2010年底，YPF公司在内乌肯省发现了35年来最大的新天然气矿床。2011年第三季度的阿根廷失业率为7.3%。
2011年11月，阿根廷政府制定了一项削减对高收入家庭公用事业补贴的计划。到2011年中期，阿根廷信贷增速大幅超过GDP，这引发了人们对该国经济过热的担忧。2012年，阿根廷开始财政紧缩期。2012年4月，不顾一些能源专家的反对，阿根廷政府宣布征收YPF公司的计划，声称YPF公司的西班牙合作伙伴和主要股东没有尽到为研究和土地开发提供财政支持的责任，并且只顾向西班牙输送利润，不顾YPF公司的经济增长。
通货膨胀和资本外逃迅速耗尽了阿根廷的美元储备，促使该国政府于2012年6月严格限制美元获取途径。資本管制的实施反过来又导致了通称“蓝色美元”的黑市美元流通，其汇率高于官方美元汇率。
到2014年5月，私人预测估计阿根廷年通货膨胀率达39.9%，已为世界上通货膨胀率最高的国家之一。2014年7月，纽约的一家法院作出裁决，命令阿根廷在支付任何可交换债券持有人之前，先行支付2001年违约债券的剩余持有人（这些持有人大多是美国的秃鹫基金）；阿根廷政府拒绝了这一要求，导致该国再次债务违约。

## 新自由主义时期

### 马克里任期
2015年12月17日，毛里西奥·马克里放开了外汇获取限制，导致比索贬值30%，这是自2002年以来阿根廷最大的一次贬值。2016年1月，比索贬值至44美分。由于经济措施以及公共和私营部门裁员的增加（其中私营部门的裁员增加了五倍），失业率达到了两位数。
阿根廷政府暂停发布自2015年12月起的国家统计与普查研究所指数。根据国会基于经济顾问为暂停发布指数所作报告发布的指标，2016年4月，阿根廷月通胀率为6.7%，达2002年以来最高值。从相关年度指数来看，阿根廷于2015年的通货膨胀率为41.7%，已居世界前列。预计到2016年，通货膨胀率将达37.4%，财政赤字将达4.8%，GDP将下降1.9%。2015年12月，也即2015年财政年度，阿根廷宣布取消小麦、玉米和肉类的出口预扣所得税，同时将大豆的出口预扣所得税降至30%，财政成本为23,604百万比索。这导致主要产品价格大幅上涨，这包括油类价格上涨51%，面粉价格上涨110%，鸡肉价格上涨90%，面条价格上涨78%，肉类价格在两周内上涨了50%，等等等等。由于新谷物价格的提高，许多生产猪场陷入了危机——取消出口预扣所得税后，玉米成本增加了150%，大豆成本增加了180%。据估计，仅布宜诺斯艾利斯一省就有4万家猪肉生产商陷入了危机。
马克里在2015年总统竞选中承诺取消工人的所得税，他表示：“在我政府任内，工人不会为利润纳税”。经济与公共财政部长阿方索·普拉特·加伊称所得税修正案草案将于2016年3月1日提交国会审议。截至2017年12月，马克里并没有兑现他的承诺，政府也没有计划在未来取消所得税。
马克里任期因极高的通胀率而臭名昭著，这仍然在当时的经济危机中扼杀着城乡的弱势群体——虽然通货膨胀率已经从2016年的40%下降至了2017年的27%（尽管政府和中央银行预计，这一数字在2017年将为17%）和2018年的17%。其任期的其他受批评点包括近9%的失业率（预计将在未来两年进一步升至两位数），以及货币估值过高导致的项目赤字经常急剧上升，可能会在2017至2018年占国内生产总值的3%到4%。IMF的预测显示，2018年阿根廷GDP增长将略微回落，从今年的2.75%降至2.5%，显然全球经济周期上升的任何停滞都将使该国倒退。

## 阿根廷悖论

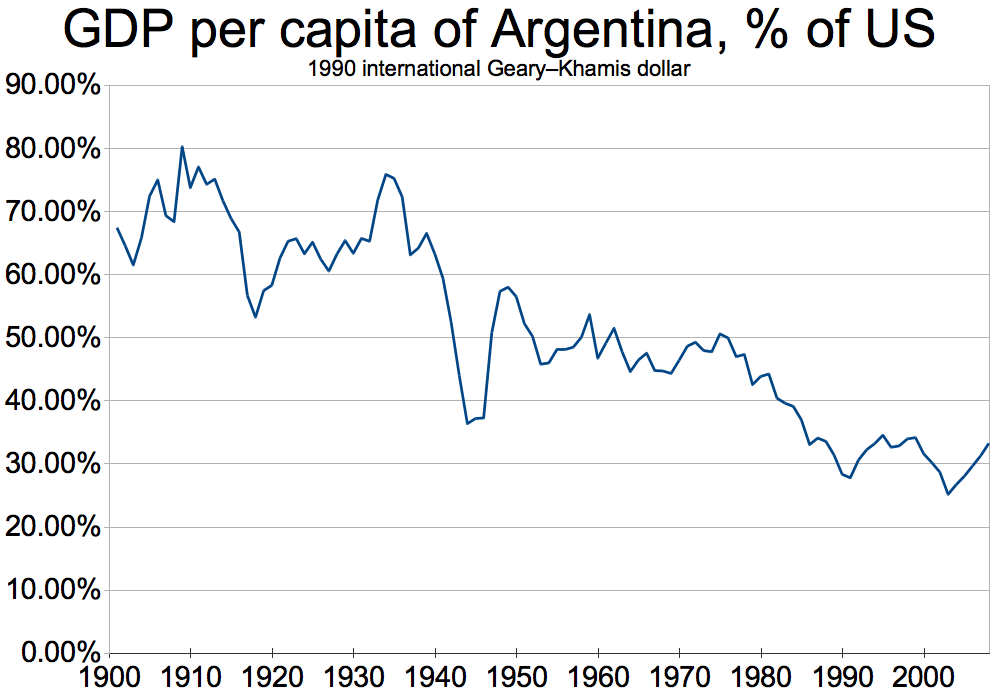
1900—2008年阿根廷人均GDP（以1990年國際元计）相较于美国的百分比

据称，诺贝尔经济学奖获得者西蒙·库兹涅茨曾说过，世界上有四种国家，发达国家、发展中国家、日本和阿根廷。
据吉多·迪特利亚和曼努埃尔·西梅尔曼（西班牙語：Manuel Zymelman）在1967年称，与澳大利亚和加拿大等其他定居者社会不同，阿根廷未能寻求足够的替代方案，以弥补随边疆彻底关闭而结束的地理扩张。据卡尔·E·索尔伯格（英語：Carl E. Solberg）在1985年称，加拿大与阿根廷不同的土地分配导致了加拿大小农数量增加，而阿根廷则由少数土地所有者拥有大片土地。
邓肯和福格蒂在1984年认为，澳大利亚与阿根廷的关键区别在于，前者的政府稳定而灵活，而后者的政府则管理较差。普拉特和迪特利亚在1985年认为，政治文化和来自不同地区的移民是关键因素，而迪亚斯·亚历杭德罗则在同年认为，类似于澳大利亚的邊境管制会因劳动力相对稀缺而提高生产率。
艾伦·M·泰勒在1992年提出，阿根廷抚养比相对较高，而人口转型缓慢，这导致了阿根廷依赖外国资本，从而抵消了由此产生的低储蓄率。从1930年代开始，因进口替代政策，资本积累受到（主要是进口的）资本货物相对较高的价格的阻碍，这与加拿大青睐的出口导向工业化政策形成了对比。多重汇率制度、外币黑市、本国货币贬值和高关税这些其他扭曲因素也导致了资本货物价格相对较高。这导致了资本密集度降低，进而导致劳动生产率降低。

## 脚注
1. ↑  della Paolera, Gerardo; Taylor, Alan M. . NBER Working Paper No. 6236. October 1997: 1. doi:10.3386/w6236 .
2. 1 2 3  Galiani & Gerchunoff 2002，第4頁.
3. 1 2 3  Yair Mundlak; Domingo Cavallo; Roberto Domenech. . International Food Policy Research Institute. 1989: 12. ISBN 978-0896290785.
4. ↑  Spruk, Rok. . Latin American Economic Review. 2019, 28 (1): 16. ISSN 2196-436X. doi:10.1186/s40503-019-0076-2.
5. 1 2  . The Economist. 2004-06-03  [2023-07-18]. （原始内容存档于2014-03-20）.
6. ↑  Della Paolera & Taylor 2003，第87頁.
7. ↑  GDP per capita graph 1960–2015 （页面存档备份，存于） by Google Public Data Explorer, sources from World Bank
8. 1 2 3 4 5 6 7 8 9 10 11 12  . . （原始内容存档于2011-12-14）.
9. ↑  Alexandra Stevenson; Irene Caselli. . NYTimes.com. 2014-07-31  [1 August 2014]. （原始内容存档于2019-11-02）.
10. ↑  Politi, Daniel. . The New York Times. 2020-05-22  [2020-05-24]. ISSN 0362-4331. （原始内容存档于2022-01-22） （美国英语）.
11. 1 2  Ferrer 1967，第22頁.
12. 1 2  Ferrer 1967，第23頁.
13. 1 2  Ferrer 1967，第32頁.
14. 1 2 3 4  Della Paolera & Taylor 2003，第20頁.
15. ↑  Della Paolera & Taylor 2003，第21頁.
16. 1 2  Della Paolera & Taylor 2003，第22頁.
17. ↑  Galasso 2011，第241頁.
18. ↑  Falcke Martin, Percy. . William Heinemann. 1905: 2.
19. 1 2 3 4  Rocchi 2006，第4頁.
20. 1 2 3 4 5 6  Fritscher, André Martínez. . Economic History Services. 2009-07-02. （原始内容存档于2011-09-09）.
21. 1 2  Pinilla, Vicente; Rayes, Agustina. . Cliometrica. 2018-09-27, 13 (3): 443–469  [2023-07-19]. ISSN 1863-2505. S2CID 158598822. doi:10.1007/s11698-018-0178-0. （原始内容存档于2023-07-19） （英语）.
22. ↑  Williams, John Henry. . Harvard University Press. 1920: 27.
23. ↑  Bicknell, Frank W. . Govt. Print. Off. 1904: 11.
24. ↑  Sánchez-Alonso 2010，第9頁.
25. ↑  Jorge Avila. . Jorge Avila Opina. 2006-05-25. （原始内容存档于2016-03-03）.
26. ↑  Christopher Blattman; Jason Hwang; Jeffrey G. Williamson.  (PDF). National Bureau Of Economic Research: 39. June 2004  [February 1, 2017]. （原始内容 (PDF)存档于October 15, 2011）.
27. 1 2 3 4 5 6  Della Paolera & Taylor 2003，第68頁.
28. 1 2  Hedges, Jill. . I.B. Tauris. 2011: 21. ISBN 978-1848856547.
29. ↑  della Paolera, Gerardo; Taylor, Alan M.  (PDF). University of Chicago Press: 256. 2001. （原始内容 (PDF)存档于2015-09-04）.
30. 1 2  Della Paolera & Taylor 2003，第67頁.
31. 1 2 3 4  della Paolera, Gerardo; Taylor, Alan M.  (PDF). University of Chicago Press: 46–48. 2001. （原始内容 (PDF)存档于2014-01-16）.
32. 1 2 3 4  . Historia de las Relaciones Exteriores Argentinas. Universidad del CEMA. （原始内容存档于2011-08-10）.
33. 1 2 3 4  Bulmer-Thomas 2003，第71頁.
34. 1 2  Williams, John Henry. . Harvard University Press. 1920: 38.
35. 1 2  . The Economist. 2001-12-20  [2023-09-19]. （原始内容存档于2017-08-07）.
36. 1 2  Lewis, Colin M.  (PDF). London School of Economics: 17–18. 2007. （原始内容 (PDF)存档于2013-04-22）.
37. ↑  Sánchez-Alonso 2010，第2頁.
38. ↑   (PDF). getAbstract.   [2023-09-19]. （原始内容存档 (PDF)于2017-07-15）.
39. ↑  Prados de la Escosura & Sanz-Villarroya 2004，第6頁.
40. ↑  Sánchez-Alonso 2010，第6頁.
41. 1 2  Della Paolera & Taylor 2002，第5頁.
42. 1 2  Rocchi 2006，第87頁.
43. 1 2  Rocchi 2006，第238頁.
44. ↑  Ades, Alberto F.; Glaeser, Edward L. . The Quarterly Journal of Economics. 1995, 110 (1): 195–227. CiteSeerX 10.1.1.724.2778 . JSTOR 2118515. S2CID 154470166. doi:10.2307/2118515.
45. ↑  Della Paolera & Taylor 2003，第300頁.
46. 1 2 3 4 5 6 7 8 9 10 11  Veigel, Klaus Friedrich.  (PDF). . Princeton University. 2005. （原始内容 (PDF)存档于2011-12-14）.
47. ↑  MacLachlan, Colin M. . Greenwood Publishing Group. 2006: 188. ISBN 978-0275990763.
48. 1 2  Della Paolera & Taylor 2003，第296頁.
49. ↑  Della Paolera & Taylor 2002，第9頁.
50. 1 2 3  Della Paolera & Taylor 2002，第10頁.
51. 1 2 3  Rocchi 2006，第96頁.
52. ↑  Wirth, John D. . Beard Books. 2001: 51. ISBN 978-1587981036.
53. ↑  Estrada, Javier. : 2. 2002. SSRN 319163 .
54. ↑  Jones, E. G. . Economica. June 1929, (26): 156–172. JSTOR 2548200. doi:10.2307/2548200.
55. ↑  Capie, Forrest. . Inter-American Economic Affairs. 1981, 35 (3): 91–96. ISSN 0020-4943.
56. 1 2  D. Romer, Christina.  (PDF): 6. 2003-12-20. （原始内容 (PDF)存档于2011-12-07）.
57. 1 2 3 4 5 6 7  Galiani & Gerchunoff 2002，第32頁.
58. 1 2 3 4 5 6 7 8 9 10 11 12 13 14 15 16 17 18  . The Economist. 2002-02-28  [2023-07-19]. （原始内容存档于2018-03-14）.
59. ↑  Bulmer-Thomas 2003，第197頁.
60. 1 2 3 4 5 6 7  . Commanding Heights: The Battle For The World Economy. PBS. （原始内容存档于2011-10-09）.
61. ↑  Sánchez-Alonso 2010，第24頁.
62. ↑  Bethell 1991，第96頁.
63. 1 2 3 4 5 6 7 8  . Commanding Heights: The Battle For The World Economy. PBS. （原始内容存档于2011-09-26）.
64. ↑  Lovering & Southgate 2007，第12頁.
65. ↑  McGann, Thomas F. . Britannica Online Encyclopedia. （原始内容存档于2011-12-18）.
66. 1 2 3 4  . Commanding Heights: The Battle For The World Economy. PBS. （原始内容存档于2011-04-01）.
67. 1 2 3 4  Prados de la Escosura & Sanz-Villarroya 2004，第8頁.
68. ↑  Jorge Todesca. . 19 November 2009  [2023-07-21]. （原始内容存档于2023-05-17）.
69. ↑  James P. Brennan; Marcelo Rougier. . Penn State Press. 2009: 2. ISBN 978-0271035727.
70. 1 2 3 4 5 6  . Commanding Heights: The Battle For The World Economy. PBS. （原始内容存档于2011-04-26）.
71. ↑  Antonio Cafiero. . Página/12. 2008-05-07. （原始内容存档于2012-02-11）.
72. ↑  Pablo Gerchunoff. . di Tella y Dornbusch. 1989: 59–85.
73. ↑  Llach, Lucas. . Ariel. 1998. ISBN 978-9509122574.
74. 1 2 3  Schuler, Kurt. . Economic History Services. 2005-11-27. （原始内容存档于2011-09-27）.
75. 1 2 3 4 5 6  . Commanding Heights: The Battle For The World Economy. PBS. （原始内容存档于2011-04-01）.
76. ↑  Arnaut, Javier.  (PDF). （原始内容 (PDF)存档于2012-04-26）.
77. ↑  . CanalAR. 2011-04-05 （西班牙语）.
78. ↑  Bethell 1991，第101頁.
79. ↑  Bethell 1991，第103頁.
80. 1 2 3  Smith 1991，第74頁.
81. 1 2  Smith 1991，第79頁.
82. 1 2 3  Smith 1991，第77頁.
83. ↑  Smith 1991，第82頁.
84. 1 2  . Britannica Online Encyclopedia. （原始内容存档于2014-10-13）.
85. 1 2  Kosacoff, Bernardo.  (PDF): 150. （原始内容 (PDF)存档于2011-09-02）.
86. 1 2  Della Paolera & Taylor 2003，第289頁.
87. 1 2 3 4 5 6 7  Rudiger Dornbusch; Juan Carlos de Pablo.  (PDF). National Bureau Of Economic Research: 13. September 1987. （原始内容 (PDF)存档于2011-12-14）.
88. 1 2 3 4 5 6 7 8 9 10 11 12 13 14 15  de Beaufort Wijnholds, J. Onno.  (PDF). The Crisis that Was Not Prevented: Lessons for Argentina, the IMF, and Globalisation. Fondad: 102. （原始内容 (PDF)存档于2011-12-08）.
89. ↑  Keith B. Griffin, Alternative strategies for economic development Organisation for Economic Co-operation and Development, Development Centre, St. Martin's Press, New York, 1989, p. 59.
90. ↑  Frenkel, Roberto; Rapetti, Martín.  (PDF). Center for Economic and Policy Research: 27. April 2010. （原始内容 (PDF)存档于2012-03-06）.
91. ↑  Reinhart, Carmen M.; Rogoff, Kenneth S.  (PDF): 64. 2008-12-17. （原始内容 (PDF)存档于2012-03-05）.
92. ↑  Lischinsky, Bernardo.  (PDF). The Crisis that Was Not Prevented: Lessons for Argentina, the IMF, and Globalisation. Fondad: 84. （原始内容 (PDF)存档于2011-12-08）.
93. 1 2 3 4 5  Sergio Pernice, Federico Sturzenegger.  (PDF). （原始内容 (PDF)存档于2012-04-19）.
94. ↑  Kaminsky, Graciela; Mati, Amine; Choueiri, Nada.  (PDF). National Bureau of Economic Research: 6. October 2009. （原始内容 (PDF)存档于2015-09-04）.
95. ↑  . INDEC. （原始内容存档于2011-11-14）.
96. 1 2  . The Economist. 1999-05-13  [2023-08-27]. （原始内容存档于2017-01-29）.
97. 1 2 3 4 5 6 7  . Independent Evaluation Office. July 2003. （原始内容存档于2014-07-26）.
98. 1 2 3  Hornbeck, J. F.  (PDF). Congressional Research Service. 2002-01-31. （原始内容 (PDF)存档于2012-01-22）.
99. ↑  Krauss, Clifford. . The New York Times. 2001-11-03. （原始内容存档于2013-05-15）.
100. ↑  . INDEC. （原始内容存档于2012-02-16）.
101. ↑  . The Economist. 2004-07-29  [2023-08-27]. （原始内容存档于2017-02-24）.
102. ↑  Benson, Todd. . The New York Times. 2004-07-30  [2023-08-27]. （原始内容存档于2023-08-27）.
103. 1 2  Richardson 2008，第236頁.
104. ↑  Rohter, Larry. . The New York Times. 2002-01-03  [2023-09-01]. （原始内容存档于2023-09-01）.
105. ↑  . The Economist. 2005-12-01  [2023-09-01]. （原始内容存档于2016-04-25）.
106. 1 2 3 4  Mount, Ian. . The New York Times. 2011-09-01  [2023-09-01]. （原始内容存档于2023-09-01）.
107. ↑  Richardson 2008，第242頁.
108. ↑  . Clarin.com. 2005-12-09. （原始内容存档于2015-09-04）.
109. ↑  . lanacion.com. 2006-03-22. （原始内容存档于2015-08-01）.
110. ↑  . Universia Knowledge@Wharton. 2008-08-06. （原始内容存档于2012-01-19）.
111. 1 2  Bazzan, Gustavo. . Clarín.com. 2006-01-10. （原始内容存档于2015-09-04）.
112. ↑  . CNNExpansion.com. 2008-05-23. （原始内容存档于2011-10-02）.
113. ↑  Guerrero, Antonio. . Global Finance. May 2006  [2023-09-01]. （原始内容存档于2012-05-05）.
114. ↑  Quiroga, Annabella. . Clarin.com. 2009-05-14  [2023-09-01]. （原始内容存档于2009-10-08）.
115. ↑  Lara Serrano, Rodrigo. . América Economía; Worldcrunch. 2011-09-19  [December 19, 2011]. （原始内容存档于May 22, 2012）.
116. 1 2  Richardson 2008，第250頁.
117. ↑  . The Economist. 2012-02-25  [2023-09-01]. （原始内容存档于2013-03-07）.
118. ↑  . BBC News. 2008-10-21. （原始内容存档于2014-08-10）.
119. ↑  Bermúdez, Ismael. . Clarín.com. 2008-10-20. （原始内容存档于2012-10-08）.
120. ↑  . Wall Street Journal. 2010-12-21. （原始内容存档于January 2, 2011）.
121. ↑  . El Cronista Comercial. 2011-01-19. （原始内容存档于2011-09-29）.
122. ↑  Wray, Richard. . The Guardian (London). 2010-04-16. （原始内容存档于2012-02-15）.
123. ↑  . Diario Los Andes. 2010-05-03. （原始内容存档于2011-09-27）.
124. ↑  Orihuela, Rodrigo; Walsh, Heather. . Bloomberg. 2010-12-07. （原始内容存档于2011-10-08）.
125. ↑  . Reuters. 2011-11-21. （原始内容存档于2013-06-21）.
126. ↑  Weber, Jude. . Financial Times. 2011-11-16. （原始内容存档于2011-12-07）.
127. ↑  . The Economist. 2011-06-30  [2023-09-01]. （原始内容存档于2017-11-29）.
128. ↑  . La Voz del Interior. 2012-03-18. （原始内容存档于2013-01-17）.
129. ↑  Szewach, Enrique. . Perfil. 2012-03-17. （原始内容存档于2012-06-08）.
130. ↑  . Buenos Aires Herald. 2012-04-18. （原始内容存档于2012-05-09）.
131. ↑  . The Economist. 2012-06-02  [1 August 2014]. （原始内容存档于2017-11-11）.
132. ↑  Ken Parks. . The Wall Street Journal. 2014-01-15  [1 August 2014]. （原始内容存档于2017-01-30）.
133. ↑  Shane Romig. . The Wall Street Journal. 2014-06-23  [1 August 2014]. （原始内容存档于2023-09-01）.
134. ↑  . The Economist. 2014-08-02  [1 August 2014]. （原始内容存档于2018-05-14）.
135. ↑  Rebossio, Alejandro (2015): «The end of the exchange rate: the Argentine peso depreciates 30% and threatens to further fuel inflation. The liberalization of the control of changes derives from a strong devaluation of the currency. Argentina releases control of capital. （页面存档备份，存于） 2015-12-17, El País
136. ↑  "The Argentine peso cuts losses after Devaluation: the currency fell 26 The move is due to the elimination of exchange controls in the South American nation"[永久] 2015-12-17, CNN
137. ↑  Argentine peso depreciates 30%, the worst drop in 13 years, by Reuters: «The Government of Mauricio Macri announced the lifting of exchange rate measures that limited market operations: the Argentine peso devalued 30%, the worst Fall in 13 Years» （页面存档备份，存于） 2015-12-17, Dinero en Imagen Website (Mexico).
138. ↑  Millán, S. (2015): «Telefónica, BBVA, Santander, Abertis or Natural Gas: the Spanish companies on alert against the devaluation of the Argentine peso" （页面存档备份，存于） 2015-12-17, Cinco Días (Madrid) （西班牙語）
139. ↑  «Estanflación» 的存檔，存档日期July 27, 2016，. 2016-01-17, Perfil (Buenos Aires).
140. ↑  "In the first semester consumption is still low" 的存檔，存档日期January 29, 2017，. Article on the website of the television channel Crónica (Buenos Aires).
141. ↑  «In 2016, Unemployment would reach both digits» 的存檔，存档日期December 20, 2016，. Article published on the website Sin Mordaza (Buenos Aires) （西班牙語）
142. ↑  "Highest inflation since 2002: 7 percent hit"[永久] Article of May 25, 2016 on the website Om Radio (Buenos Aires) – Opens the audio of the radio without consulting the user （西班牙語）
143. ↑  Franco, Liliana (2016): Bein estimates for a 2016 inflation of 37.4 （页面存档备份，存于） Ambito Financiero （西班牙語）
144. ↑  Retentions: the fiscal cost of the removal provided by Macri, by Darío Gannio （页面存档备份，存于） El Destape Website （西班牙語）
145. ↑   的存檔，存档日期December 20, 2016，. El Sol Website （西班牙語）
146. ↑  http://www.0223.com.ar/note/2016-4-8-more-of-40-thousand-pig-producers-are-in-crisis-for-the-increase-of-foods%5B%5D
147. ↑  . Mauricio Macri Official Site. October 2015  [2015-12-31]. （原始内容存档于March 10, 2016）.
148. ↑  . Pagina 12. 7 December 2015  [2015-12-31]. （原始内容存档于2023-05-20）.
149. ↑  Martín Slipczuk (10 December 2017). "Macri: 'Los trabajadores no van a pagar impuesto a las Ganancias'" （页面存档备份，存于） [Macri: Workers are not going to pay income tax]. Chequeado.com （西班牙語）
150. 1 2 3  Macri’s election success is no cure-all for Argentina’s structural issues 的存檔，存档日期December 15, 2017，. November 17, 2017, Euromoney
151. ↑  Saiegh, Sebastian M.  (PDF). Stanford University. June 1996  [2014-02-18]. （原始内容 (PDF)存档于February 23, 2014）.
152. 1 2 3 4 5 6 7 8  Prados de la Escosura & Sanz-Villarroya 2004，第5頁.

### 西班牙语
- Abad de Santillán, Diego,  [History of Argentina], Argentina: TEA (Tipográfica Editora Argentina), 1965 （西班牙语）
- Galasso, Norberto, , Buenos Aires: Colihue, 2011, ISBN 978-9505634781
- Pablo Gerchunoff, , di Tella y Dornbusch, 1989

## 延伸阅读
- Amaral, Samuel, The Rise of Capitalism on the Pampas: The Estancias of Buenos Aires, 1785–1870. New York: Cambridge University Press 1998.
- Barbero, Inés and Fernando Rocchi, A New Economic History of Argentina
- Díaz Alejandro, Carlos Federico. . Yale University Press. 1970.
- Cantamutto, Francisco J., and Daniel Ozarow. "Serial payers, serial losers? The political economy of Argentina’s public debt." Economy and society 45.1 (2016): 123–147.
- De la Balze, Felipe A. M. . Council on Foreign Relations. 1995.
- Di Tella, Guido. Political Economy of Argentina, 1880–1946 (Springer, 2016).
- Elena, Eduardo. "Spinsters, Gamblers, and Friedrich Engels: The Social Worlds of Money and Expansionism in Argentina, 1860s–1900s." Hispanic American Historical Review 102.1 (2022): 61–94.
- Ford, A.G. The Gold Standard, 1880–1914: Britain and Argentina (1962) online （页面存档备份，存于）
- Francis, Joseph. 2013. "The Terms of Trade and the Rise of Argentina in the Long Nineteenth Century." PhD thesis, London School of Economics and Political Science. （页面存档备份，存于）
- Gómez, Georgina M. Argentina's parallel currency: The economy of the poor (Routledge, 2015).
- Horowitz, Joel. "Economic history and the politics of culture in twentieth-century Argentina." (2013): 193–203. online （页面存档备份，存于）
- Katz, Jorge and Bernardo Kosacoff, "Import-Substituting Industrialization in Argentina, 1940–1980," in An Economic History of Twentieth-Century Latin America vol. 3.
- Lewis, Colin M. British Railways in Argentina, 1857–1914: A Case of Foreign Investment. London: Athlone 1983.
- Lewis, Daniel. "Internal and External Convergence: The Collapse of Argentine Grain Farming," in Latin America in the 1940s, David Rock, ed. Berkeley and Los Angeles: University of California Press 1994, pp. 209–223.
- Lewis, Paul H. The Crisis of Argentine Capitalism. Chapel Hill: University of North Carolina Press 1990.
- Lloyd, A. L. "Meat from Argentina: The History of a National Industry," History Today (1951) 1#4 pp. 30–38.
- Peralta-Ramos, Monica. The political economy of Argentina: power and class since 1930 (Routledge, 2019).
- Rocchi, Fernando. Chimneys in the Desert: The Industrialization of Argentina in the Export Boom Years,1870–1930. Stanford: Stanford University Press 2006.
- Solberg, Carl E. . Stanford Univ Pr. 1987  [2023-07-18]. （原始内容存档于2017-08-03）.
- Taylor, Alan M. "The Argentina Paradox: microexplanations and macropuzzles." Latin American economic review 27.1 (2018): 1–17. online （页面存档备份，存于）
- Thomas, Carolyn, and Nicolás Cachanosky. "Argentina's post-2001 economy and the 2014 default." Quarterly Review of Economics and Finance 60 (2016): 70–80.